# Zenith (azienda)
Zenith SA è un'azienda svizzera produttrice di orologi di lusso.

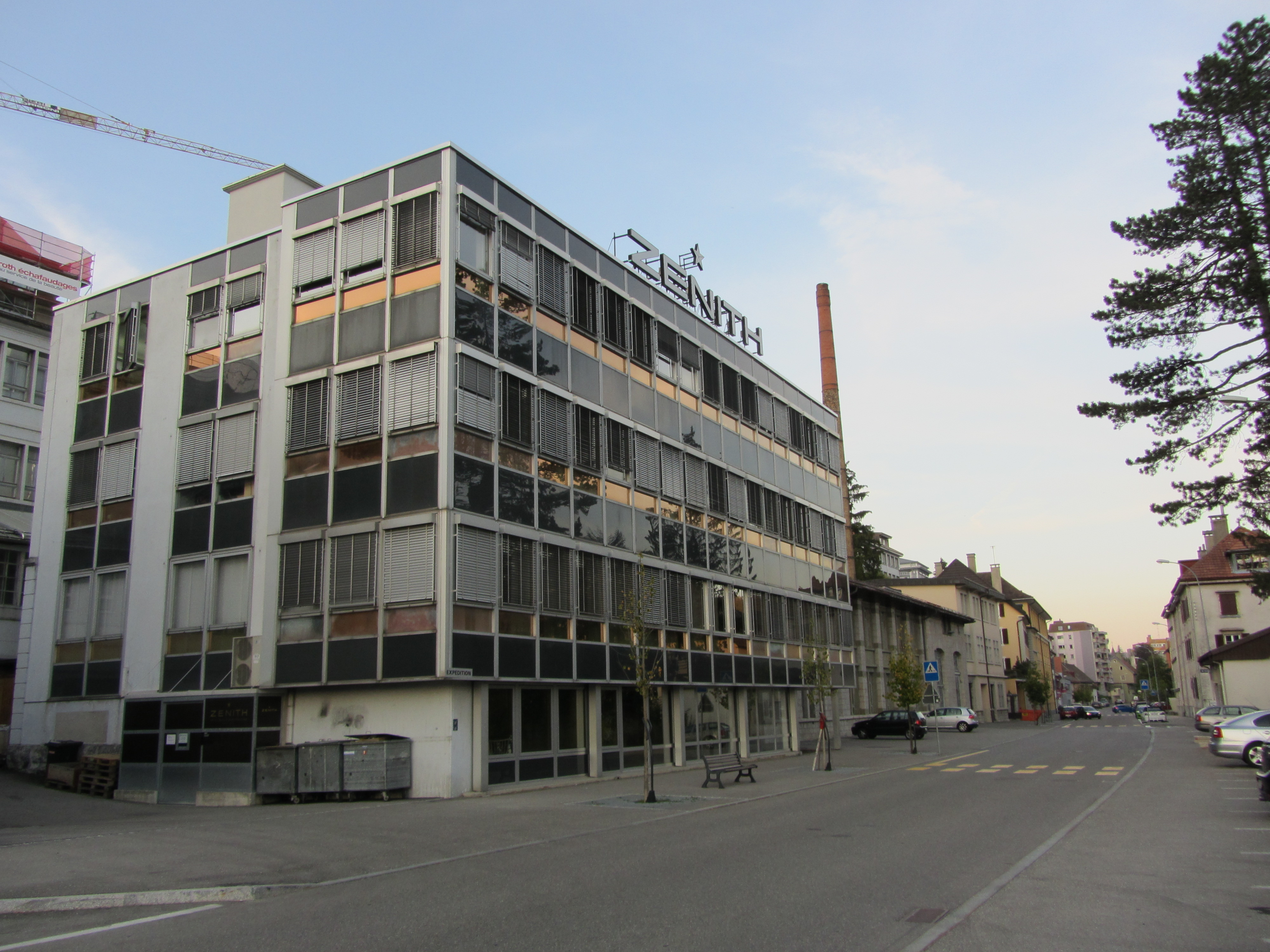
Sede Zenith a Le Locle

## Storia

### Fondazione e primi successi (1865-1950)
L'azienda è stata fondata nel 1865 da Georges Favre-Jacot, all'età di 22 anni, a Le Locle, nel Canton Neuchâtel.
All'esposizione internazionale di Parigi del 1900 Zenith ottiene i primi riconoscimenti per la precisione e la qualità dei suoi segnatempo, dei quali aveva iniziato a produrre anche i movimenti da qualche anno.
La marca è resa celebre con l'exploit dell'aviatore Louis Blériot, che per primo, nel 1909, sorvola il canale della Manica con un aeroplano, portando al polso un orologio Type 20, che in seguito pubblicizzò favorevolmente. Il modello venne adottato dall'aeronautica francese e montato su alcuni velivoli militari. Zenith si afferma così come importante produttore di pilot's watch, tutt'oggi in collezione.
Blériot non è l'unica personalità ad avere posseduto uno Zenith: anche Gandhi ne possedeva uno, un orologio da tasca dotato di ripetizione minuti, a testimonianza che la casa orologiera era nota a inizio Novecento anche in Asia.

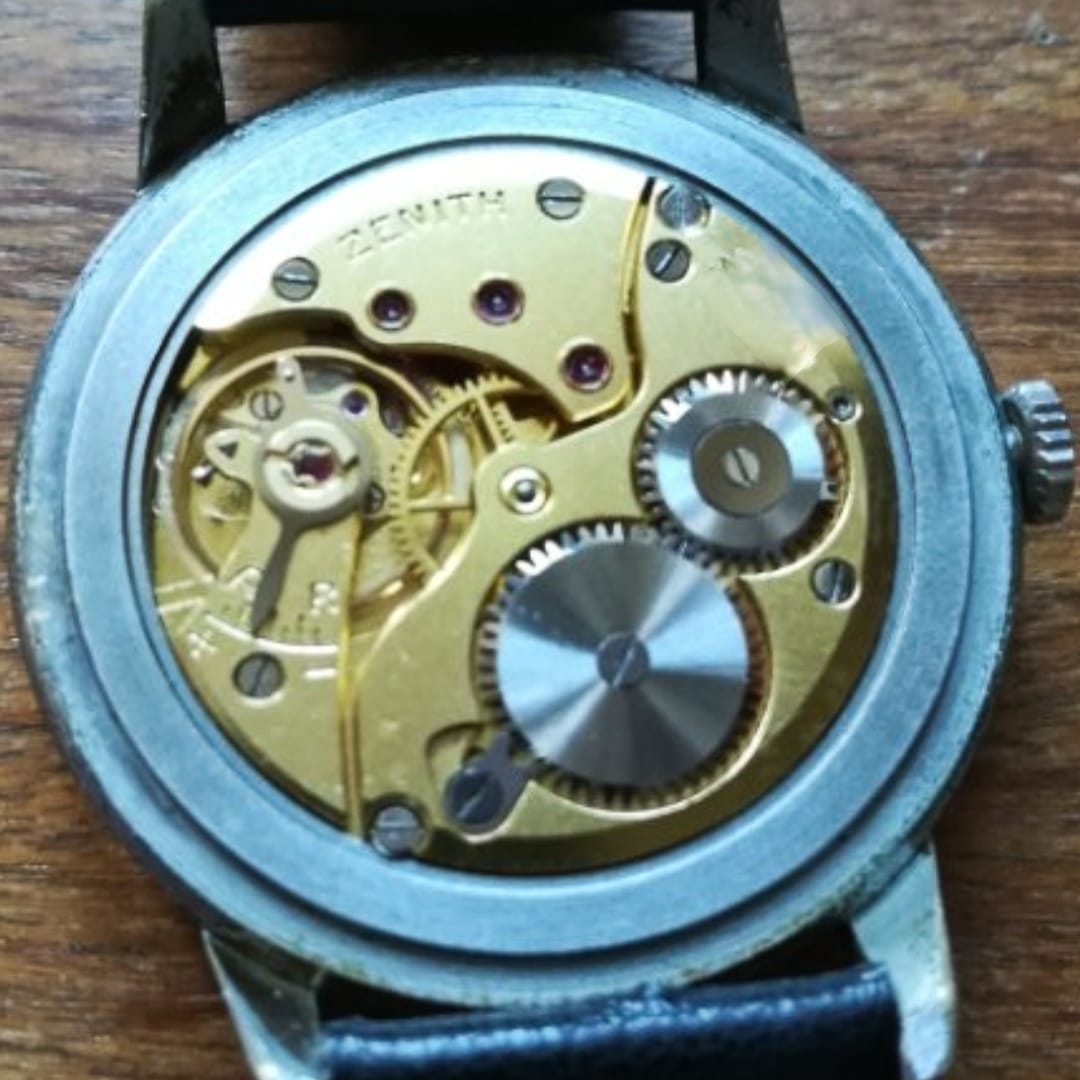
Movimento Zenith 126-6 risalente agli anni Cinquanta

Durante la seconda guerra mondiale Zenith è al polso di diverse forze armate, non solo con segnatempo, ma anche con strumenti tecnici come il cronografo a ritorno, usato dagli aviatori per calcolare il tempo di rilascio di un ordigno su un bersaglio a terra.
Zenith realizza da sé i movimenti solo tempo, ottenendo numerosi attestati di precisione, come nel caso del pregiatissimo Zenith 135, di fine anni Quaranta, realizzato dal maestro orologiaio regolatore Ephrem Jobin, certificato cronometro e vincitore di cinque premi consecutivi, dal 1950 al 1954, all'Osservatorio di Neuchâtel. Si ritiene che siano circa diecimila gli orologi che adottano questo fortunato calibro. Altri movimenti di successo, nati tra la fine degli anni Quaranta e gli anni Cinquanta, sono il calibro 126 (e la sua variante 126-6), il 106, il 40, gli automatici dotati di bumper Harwood 133 e 133.8, certificati cronometro e dalle eccellenti rifiniture. La precisione degli orologi Zenith fa sì che l'azienda in questo periodo fornisca alcuni suoi orologi anche ai dipendenti delle ferrovie di diversi stati, tra cui anche l'Italia.

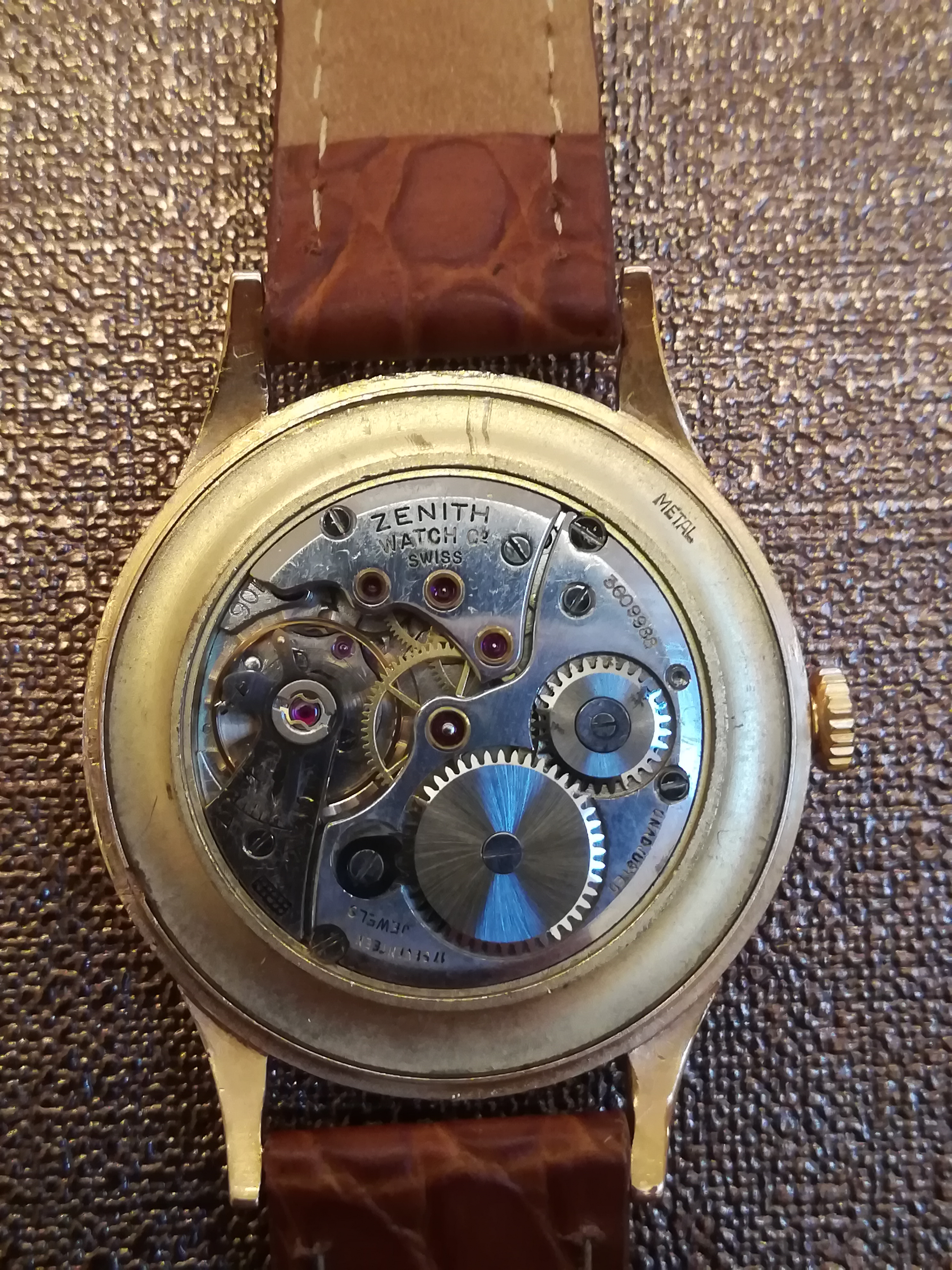
Calibro Zenith 106, fine anni quaranta

Alimentati da questi movimenti, negli anni quaranta/cinquanta si diffondono gli Zenith dress watch, conosciuti informalmente in Italia anche come Zenith "Stellina".

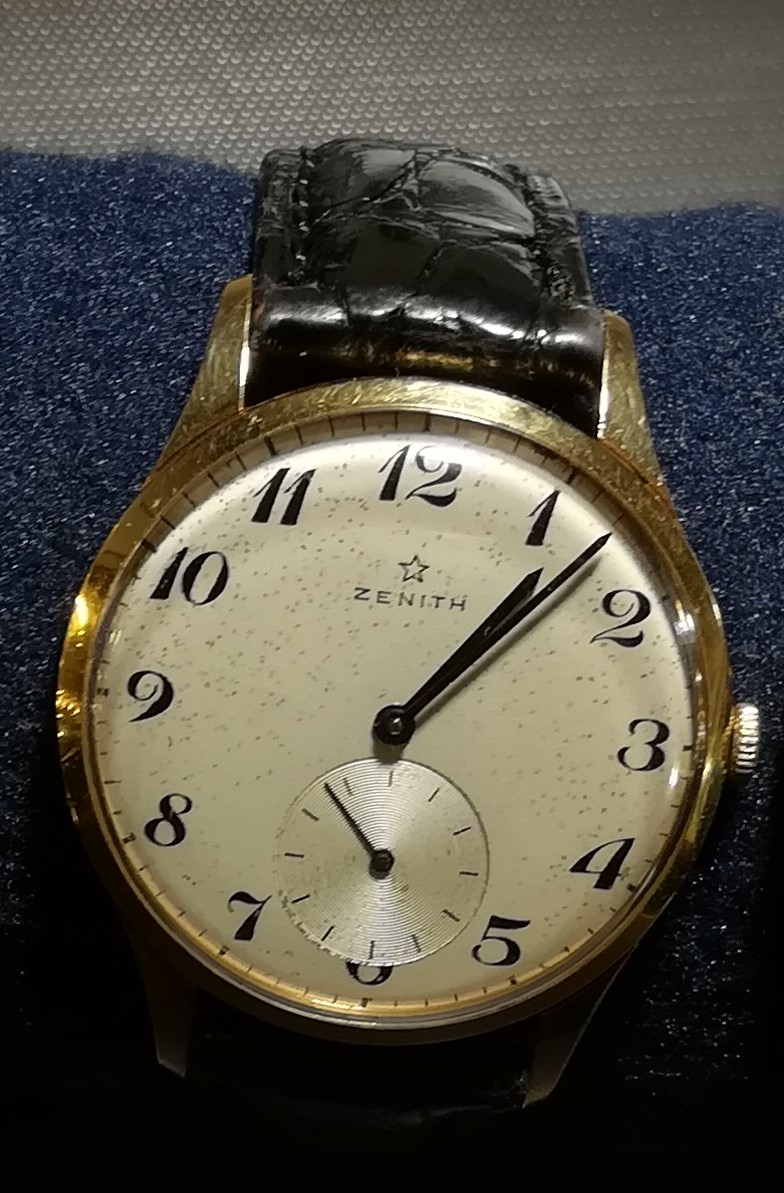
Zenith "Stellina" in oro con numeri Breguet, metà anni cinquanta

Tra gli anni cinquanta e sessanta gli "Stellina" vengono declinati in versioni più "sportive" e resistenti, dotate di fondelli a vite e casse cromate o in acciaio. Vengono ribattezzati Zenith Sporto e si dimostrano più adatti alla vita di tutti i giorni, come recitano le pubblicità dell'epoca.

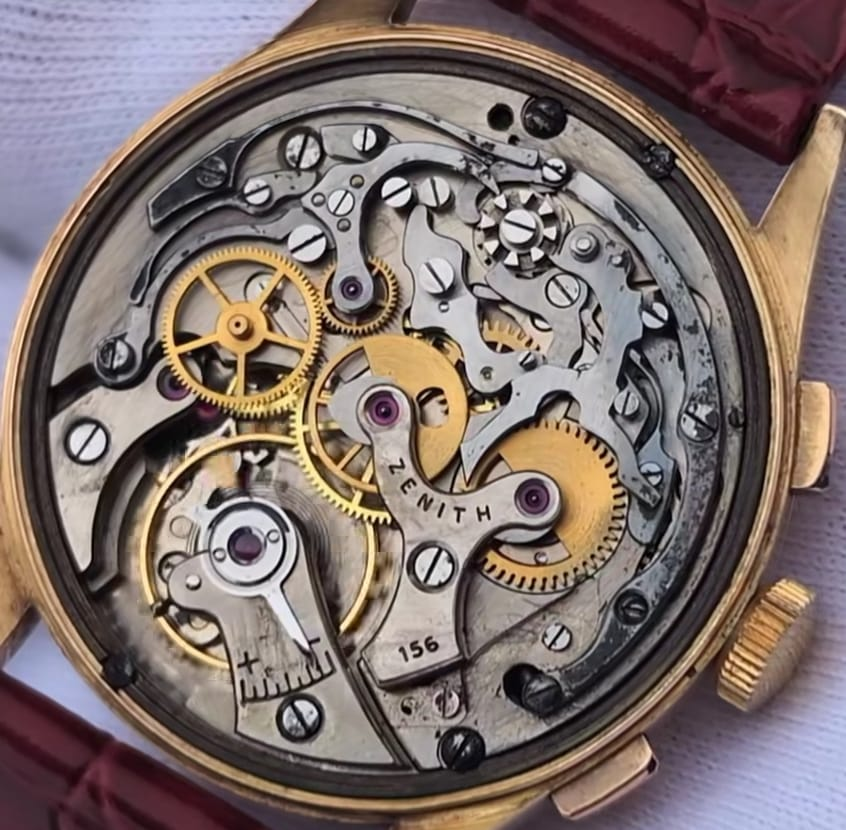
Movimento cronografico Zenith 156

I calibri cronografici montati da Zenith sono stati forniti da varie aziende: dagli anni venti agli anni trenta del 1900 sono stati montati meccanismi prodotti da Reymond. Nel decennio successivo i calibri erano invece forniti da Universal Genève, mentre negli anni cinquanta da Excelsior Park. Dagli anni sessanta invece i movimenti montati appartenevano alla Martel Watch, azienda che venne acquistata da Zenith in quel decennio. Uno dei cronografi manuali più famosi del periodo è lo Zenith A271, che monta un movimento Zenith 146 (derivato Martel) e la cui estetica ha ispirato, circa cinquant'anni dopo, una sua riedizione con movimento automatico El Primero.

### 1960-1969: L'avvento dell'El Primero e la Movado-Zenith-Mondia

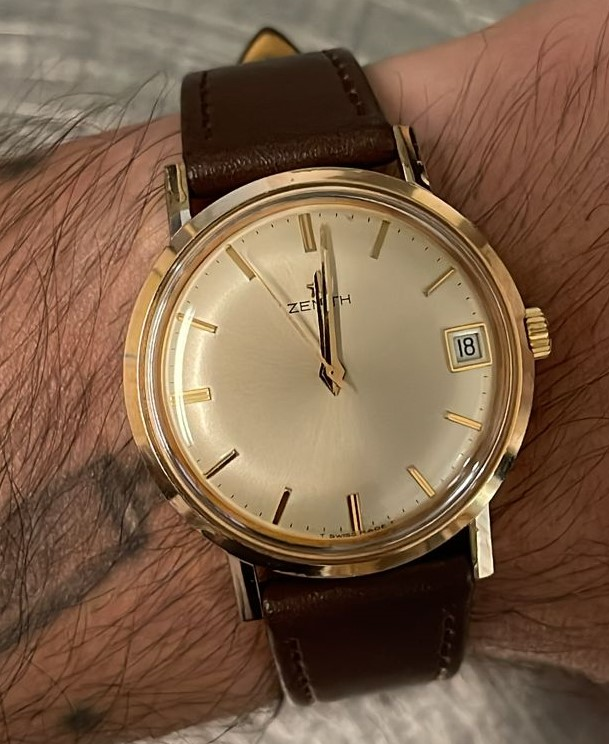
Zenith "Stellina" placcato a carica manuale seconda metà anni Sessanta

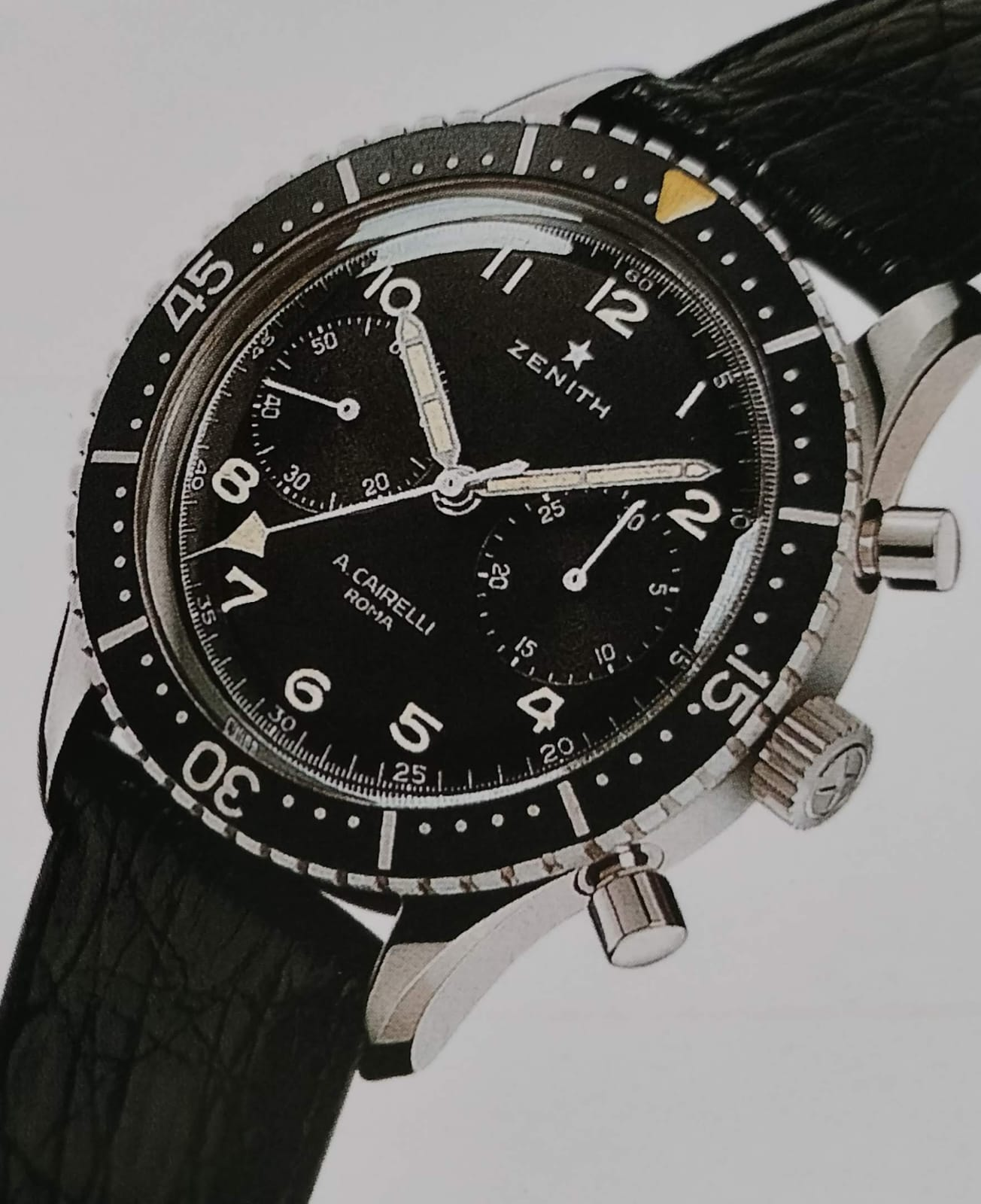
Zenith CP-2 Cairelli, primi anni Sessanta

La fama di Zenith nel realizzare affidabili e robusti orologi da pilota non si limita ai pilot dell'epoca di Blériot, ma prosegue anche dagli anni Sessanta in poi con la fornitura, per l'Aeronautica italiana, del CP-2 cosiddetto Cairelli, dal nome del concessionario romano che li dava in dotazione agli aviatori, mentre CP significa "Cronografo da Polso". Si tratta di un cronografo estremamente robusto e resistente a forti accelerazioni laterali, urti e campi magnetici, recentemente reinterpretato e reintrodotto a catalogo. Doveva rispettare determinati requisiti quali l'elevata leggibilità (garantita da quadrante nero e numeri arabi bianchi di dimensioni generose) e pulsanti facilmente azionabili.

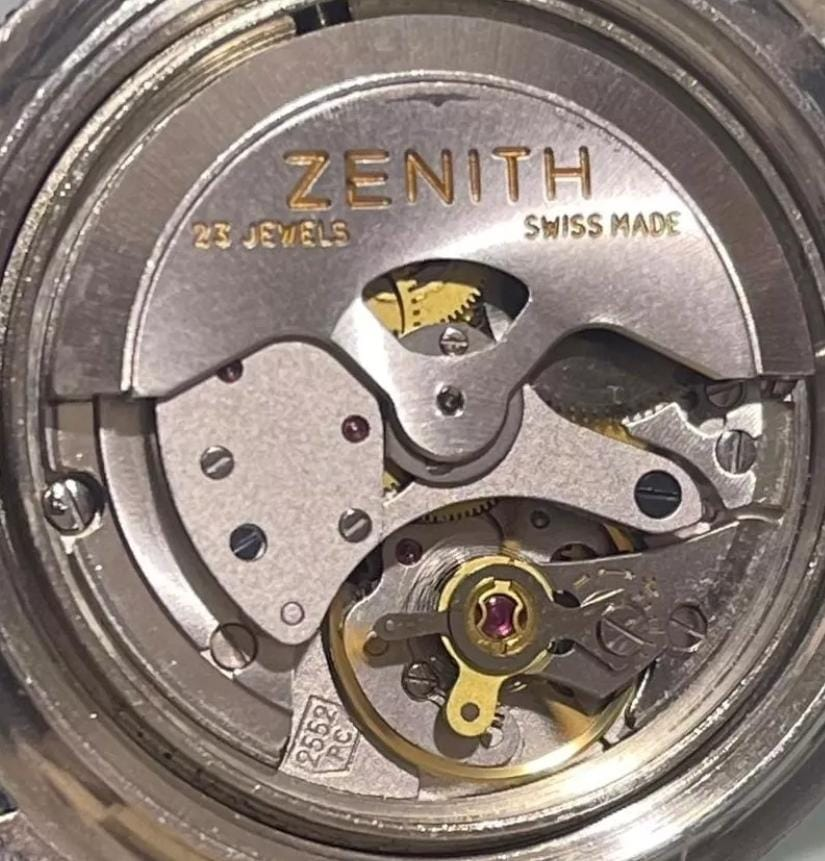
Zenith 2552PC automatico, anni Sessanta

I risultati ottenuti a Neuchâtel non si limitano con il movimento 135, ma vengono replicati con un altro meccanismo: si tratta del 5011K, prodotto a partire dal 1960 per essere inserito nei cronometri da marina, e certificato, nel 1967, come il calibro più preciso mai certificato dall'Osservatorio di Neuchâtel. Questo movimento è stato recentemente incassato anche in segnatempo da polso di grandi dimensioni in edizioni limitate. Per quanto riguarda i movimenti di uso comune, Zenith sostituisce progressivamente i calibri creati attorno al decennio precedente ed introduce una nuova linea di movimenti, a partire dal 2510, dal quale sono nati moltissime varianti.
Nella seconda metà degli anni Sessanta compare il primo cronografo diver è la storia della casa: si tratta del modello A277 presentato con ghiera nera adatta a calcolare i tempi di immersione, quadrante nero, subdials bianchi, alimentato dal movimento 146HP. Nel 1965, per festeggiare il centesimo anniversario dell'azienda, si parla per la prima volta della possibilità concreta di realizzare un movimento cronografico a carica automatica ad alta frequenza, che garantisse anche una certa riserva di carica (l'esperienza già maturata da Girard-Perregaux qualche anno prima con un automatico con elevato beat rate ma privo di un'adeguata riserva aveva già fatto scuola). Tuttavia il progetto, divenuto progressivamente di dominio pubblico, non riesce a vedere la luce in tempi brevi, e qualche anno più tardi, nel 1967, anche altre aziende decidono di cimentarsi nella realizzazione di un movimento del genere, unendo le proprie forze: ecco che nasce il consorzio svizzero Chronomatic con l'intento di proporre un crono automatico alternativo allo Zenith, ma anche in questo caso il progetto richiede più tempo del previsto.
Nell'aprile 1969, alla fiera dell'orologeria di Basilea, Zenith svela il suo primo calibro cronografico automatico ad alta frequenza, ribattezzato El Primero 400 (noto anche come Zenith 3019 PHC). C'è divergenza tra gli appassionati su quale effettivamente sia il primo movimento cronografico automatico della storia dell'orologeria, se lo Zenith El Primero 400, il Seiko 6139 o il calibro modulare Chronomatic (realizzato da un consorzio costituito da Breitling, TAG Heuer, Hamilton, Buren, Dubois-Depraz). Comunque, questo primo movimento El Primero era un calibro cronografico ad alta frequenza, con il bilanciere che oscillava a ben 36.000 alternanze/ora (corrispondenti a 5 Hz).
Oltre al movimento, nasce anche lo Zenith El Primero A 386, divenuto leggendario anche per i suoi tre subdials di tre colori diversi. 

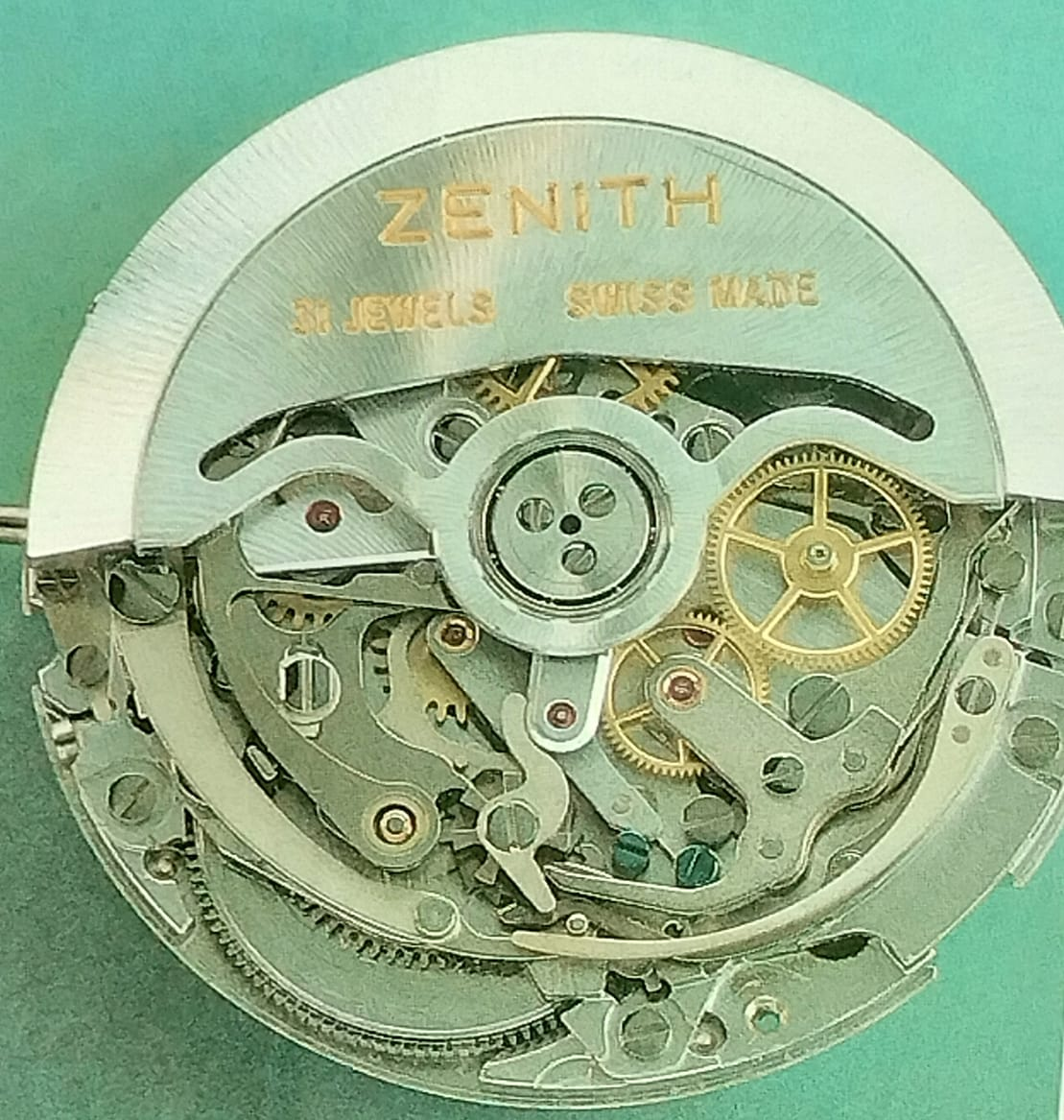
Calibro Zenith El Primero, in una foto di fine anni ottanta

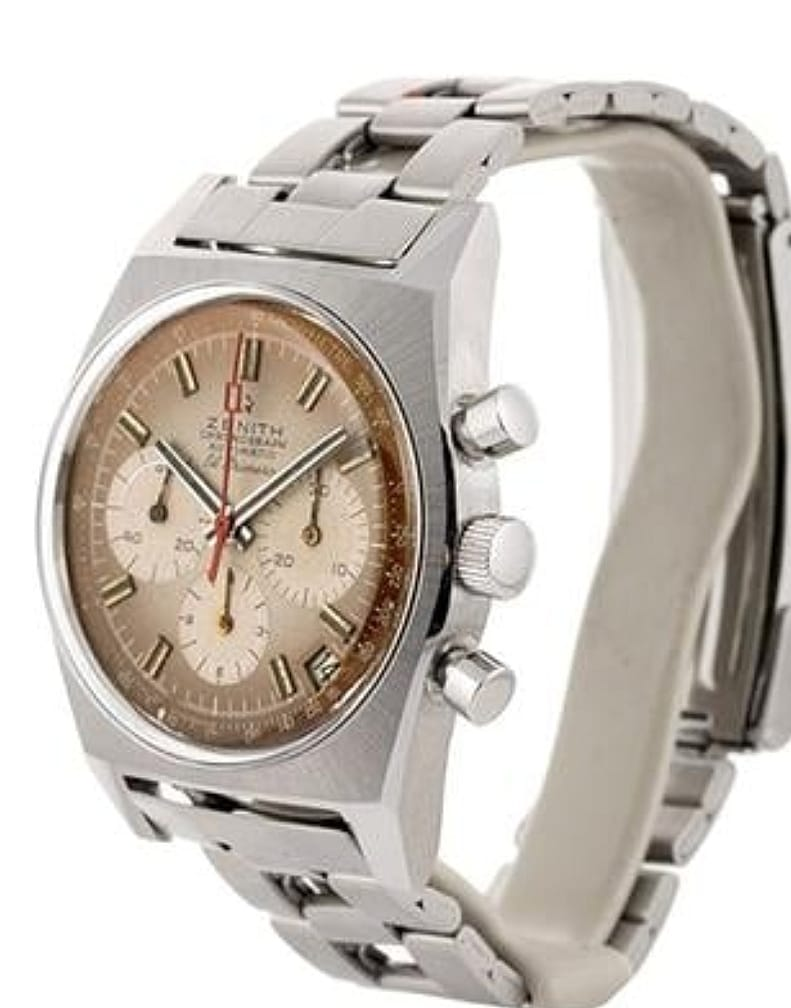
Zenith El Primero A 385 vintage, risalente ai primi anni Settanta

Nel corso degli anni l'El Primero viene declinato in molte varianti, come l'A384 con cassa a cuscino e quadrante "panda", l'A385 con quadrante scuro e sotto quadranti chiari ("reverse panda"), l'A3817, l'A3818 con quadrante blu (rinominato "cover girl"), eccetera. Buona parte di questi orologi sono stati poi riproposti recentemente a catalogo come tributo al proprio passato. Uno dei quadranti più bizzarri, anch'esso riproposto in una variante rispetto all'originale, è quello che si trova nella ref. G 383 in oro e che è chiamato "poker chip".
Lo stesso movimento è stato poi modificato in diverse versioni, come ad esempio alcuni cronografi con calendario completo, ritrovabili ad esempio sullo Zenith Espada A 7817 (nome del calibro Zenith 3019 PHF).
Sempre nel 1969 viene costituita una consociata Movado-Zenith-Mondia, con Movado e Mondia che hanno beneficiato della collaborazione potendosi così dotare dei pregiati meccanismi realizzati dalla casa della stella. Si possono infatti trovare dei Movado che montano movimenti El Primero (alcuni dei quali chiamati Datron, altri proprio El Primero) e dei Mondia con il calibro solo tempo Zenith 2572PC.
A fine anni Sessanta nasce anche la collezione Defy, con diverse referenze, come la A3642, riproposta anche nel 2022.
Tra la fine degli anni sessanta e l'inizio dei settanta si diffonde una nuova collezione, chiamata Surf, e caratterizzata da linee che guardano alla moda del periodo, con casse a cuscino o con i cosiddetti "tv dial", mentre i meccanismi sono quasi sempre automatici. Meno diffusi, ma comunque realizzati, sono anche i modelli subacquei, come i "super compressor" con referenza A 3635.

### 1970-1990: il passaggio al quarzo e la riscoperta dell'El Primero

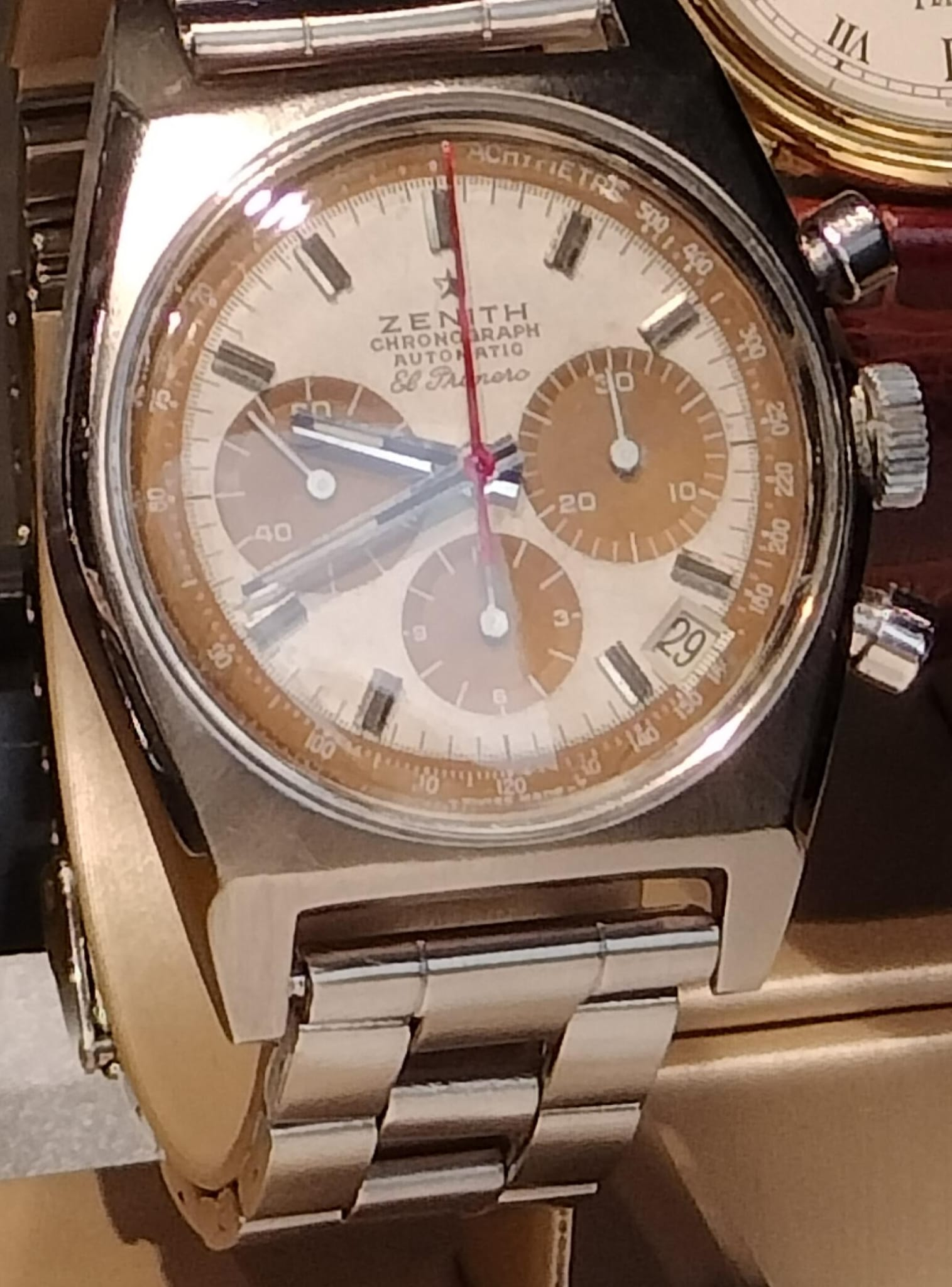
Zenith El Primero A 384, risalente ai primi anni '70

Agli inizi degli anni settanta il logo Zenith cambia nuovamente: si tratta sempre di una stella a quattro punte, ma dalla grafica diversa. Il logo ora è simile e complementare a quello adottato anche dalla casa orologiera Mondia, che era da poco entrata a far parte del gruppo Zenith-Movado-Mondia.
Nei primi anni settanta i cronografi El Primero assumono connotazioni molto diverse rispetto ai precedenti: le forme sono più squadrate, avveniristiche e d'impatto, come nel caso dei modelli A782, A783 e il già citato A7817, cronografo con la complicazione del calendario completo. Vista la popolarità del marchio Movado negli Stati Uniti, vengono commercializzati alcuni segnatempo con questo marchio, ma mossi dal movimento El Primero (come il Movado Datron). Il movimento El Primero viene incassato anche in uno Zenith Pilot/Diver, noto con la ref. A 3821, che presenta un diametro di 44mm.
Nel 1972 la quota maggioritaria di “Movado-Zenith-Mondia” venne ceduta all’ azienda statunitense Zenith Radio Corporation, intenzionata a realizzare esclusivamente movimenti a batteria. Per Zenith è un duro colpo. 

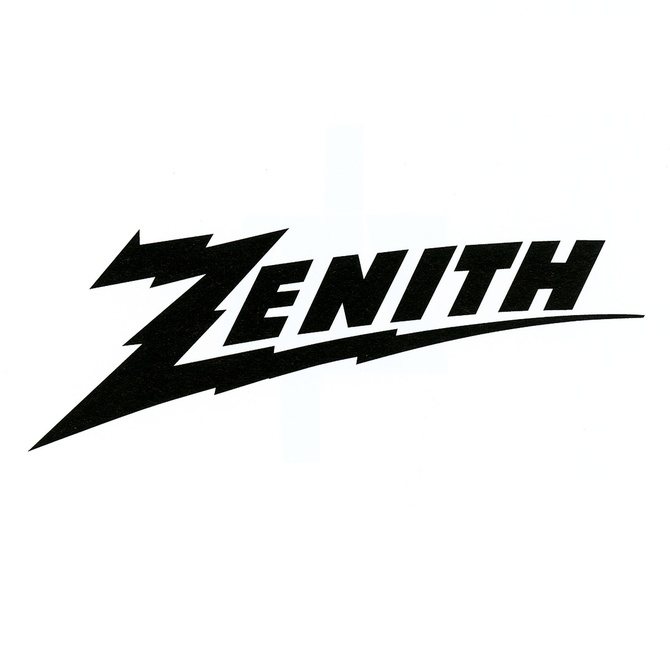
Zenith Radio Corporation logo

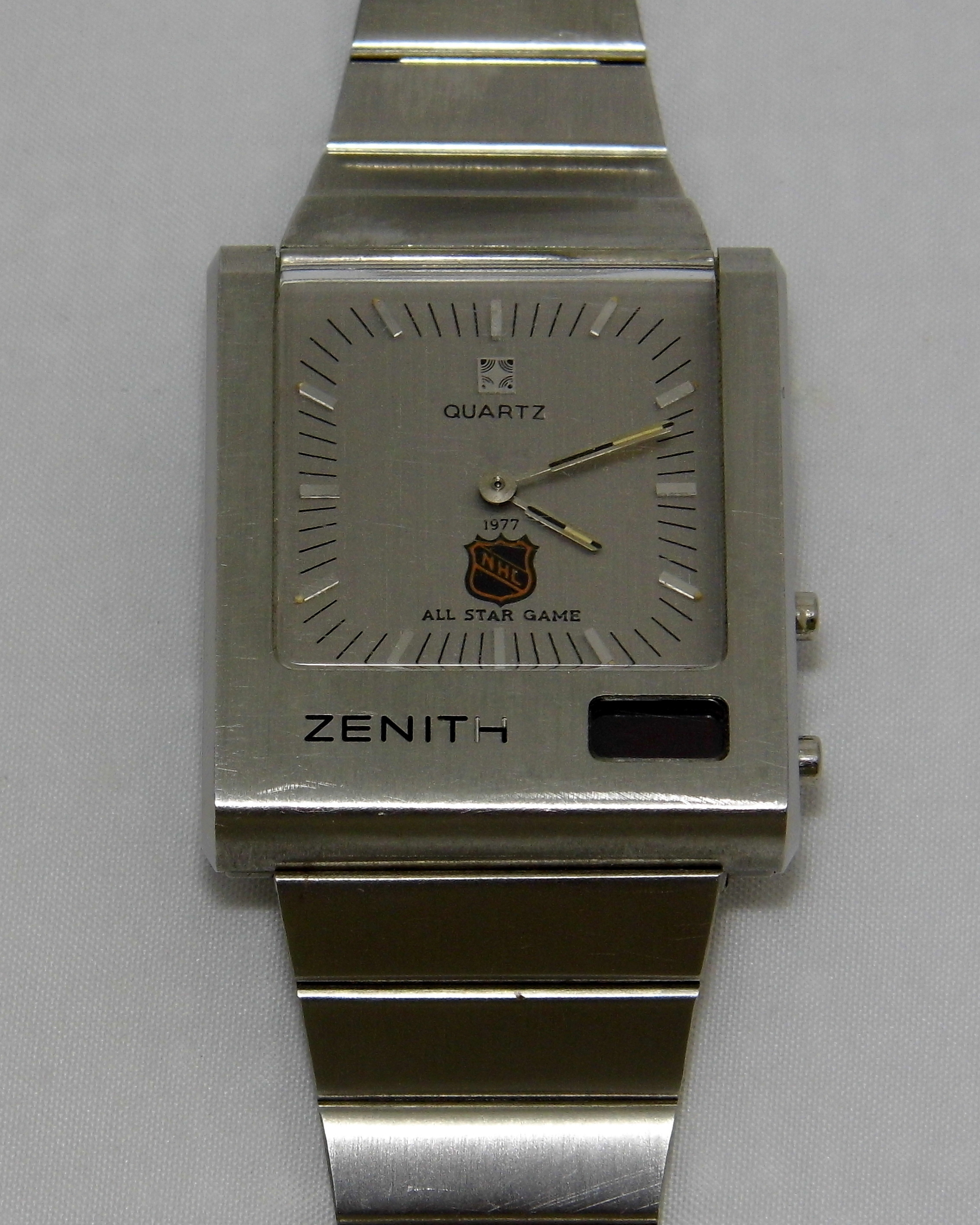
Zenith Future Time al quarzo, risalente al 1977.

Uno degli orologi prodotti sotto la guida degli statunitensi è il Futur Time, con quadrante analogico e indicatore digitale dei secondi. 

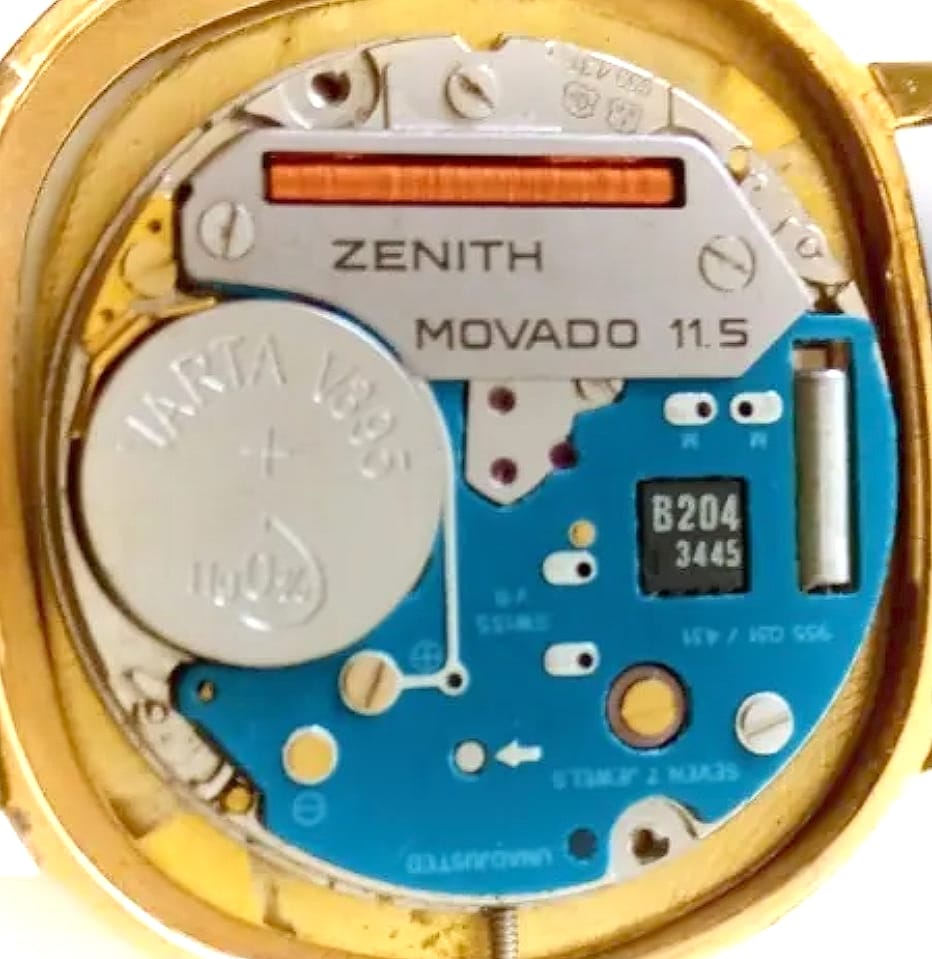
Movimento ETA 955.431 solotempo due lancette al quarzo con ponte personalizzato Zenith/Movado

Nel 1975 la nuova proprietà dà l'ordine di vendere a peso tutti i macchinari utilizzati precedentemente per la produzione dei calibri meccanici (e dunque anche dell'El Primero), ma un lavoratore, Charles Vermot, segretamente contravviene all'ordine nascondendo le macchine e i disegni originali in una soffitta. Il calo delle qualità, rispetto ai decenni precedenti, si può notare anche nel cuore degli orologi, dal momento che ho capito alcuni movimenti automatici montati su talune collezioni non sono più realizzati da Zenith, ma sono fornite da ETA.

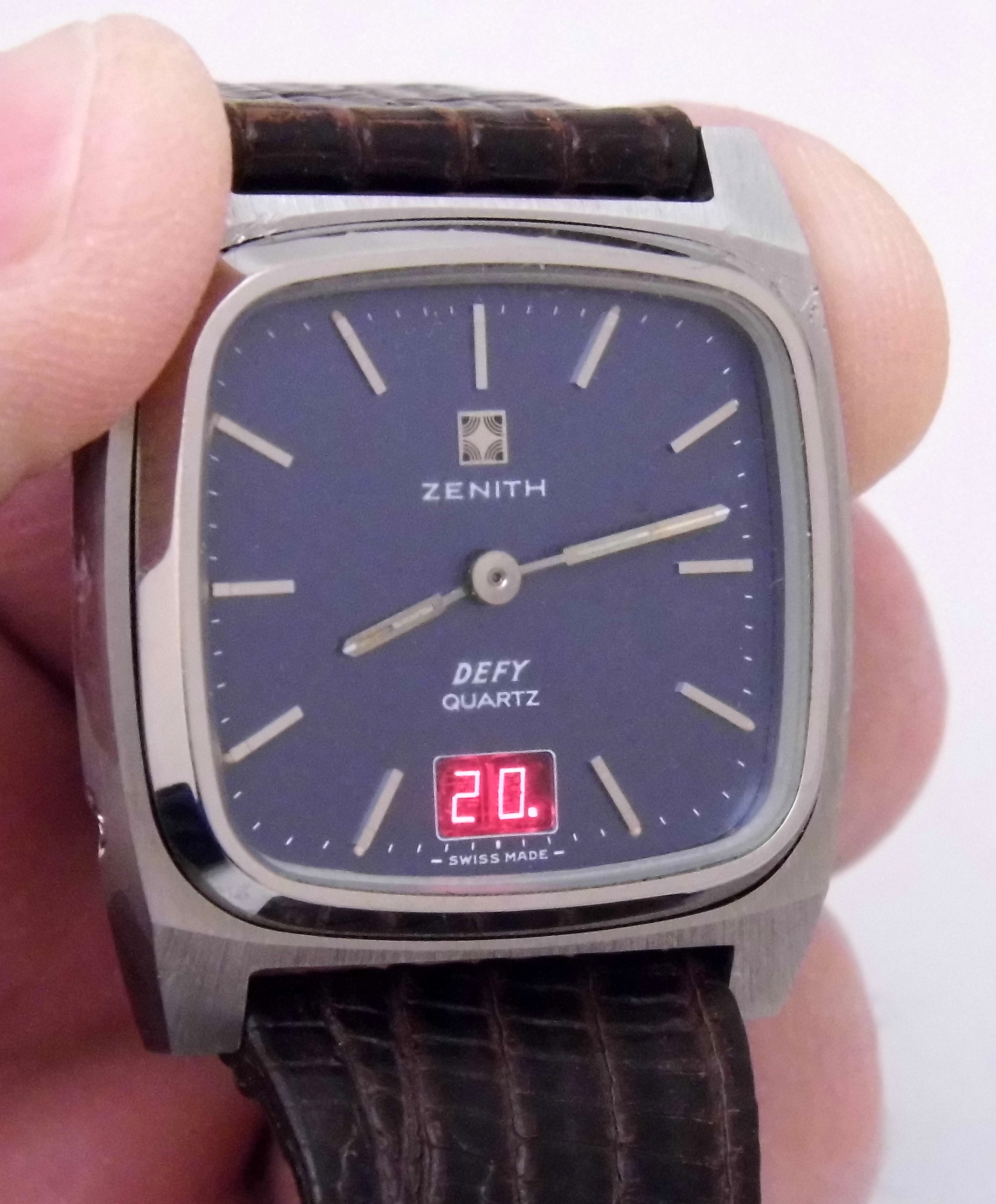
Zenith Defy al quarzo con indicazione dei secondi su display LED, metà anni Settanta.

Nel 1978 Zenith torna in mano a investitori svizzeri (diventa proprietà della Dixi) e progressivamente ritorna ad essere l'importante Maison che era stata sino al decennio precedente, anche grazie alla fornitura, a partire da metà anni ottanta, del proprio movimento cronografico a importanti acquirenti quali Ebel (a partire dal 1984), Rolex, TAG Heuer e, più di recente, Parmigiani e Panerai. Insieme nel gruppo Dixi trova il brand Zodiac che per gli anni ottanta produce nello stesso stabilimento Zenith di Le Locle.
Negli anni ottanta si diffondono le collezioni Pacific e Museum (quest'ultima già nata in casa Movado a fine anni quaranta), che si ispirano al design minimalista di Movado, sempre contraddistinta dal quadrante minimale monocromatico e dall'accento dorato a ore 12. Pertanto non sono solo Movado e Mondia a beneficiare dell'unione con Zenith.
Movado viene ceduta nel 1983 a una holding statunitense, la North American Watch Company (ribattezzata Movado Group nel 1996), mentre Mondia continua la propria partnership con Zenith sotto l’egida di Dixi.
Un modello, al quarzo, piuttosto particolare è rappresentato dal Platini, dedicato all'omonimo calciatore francese, che riproduceva sul quadrante i settori di un campo di calcio.

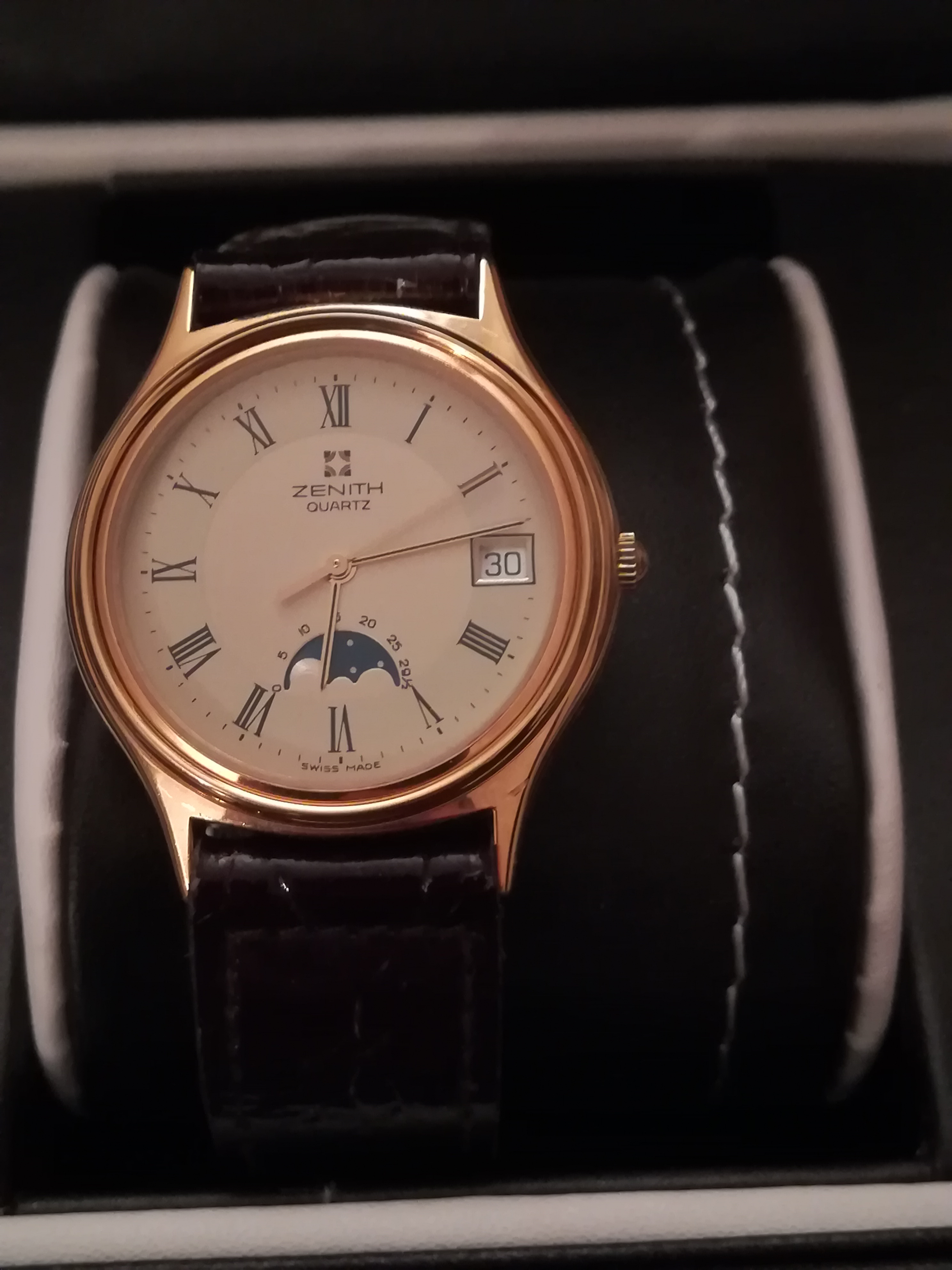
Zenith fasi lunari al quarzo placcato oro, seconda metà anni ottanta

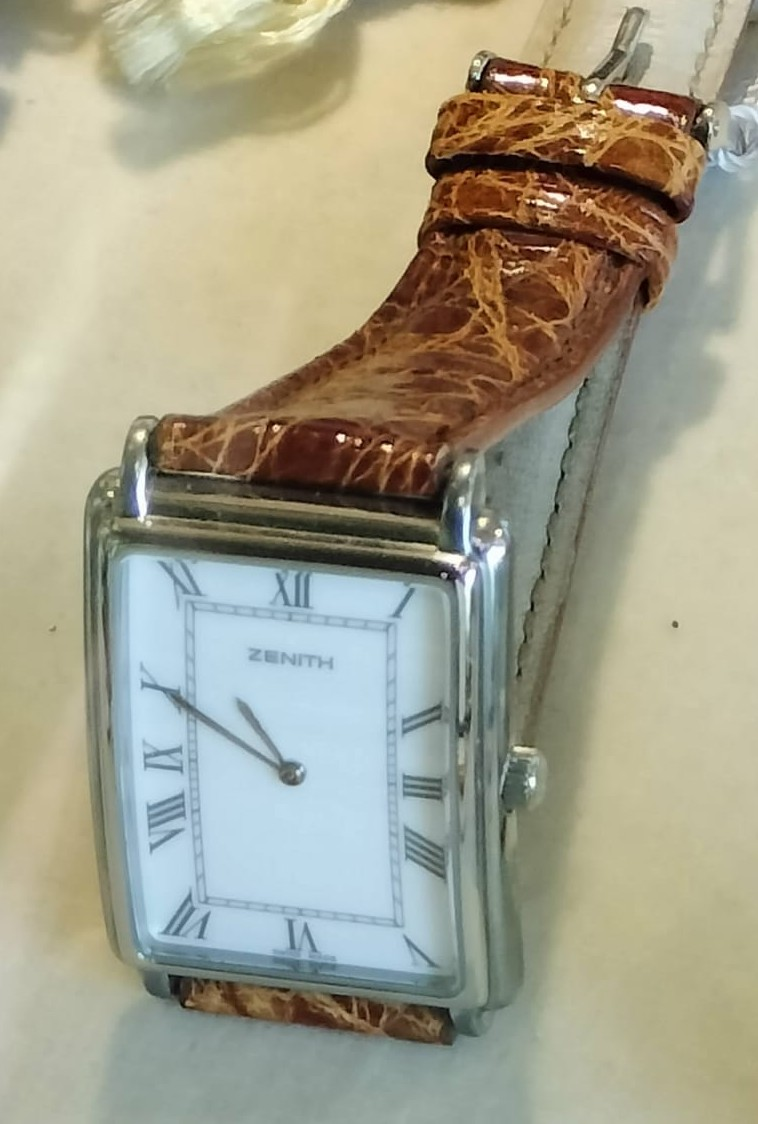
Zenith a carica manuale ref. 90/01.1240.305 risalente a metà anni Ottanta

A metà anni ottanta anche Zenith, come molte altre maison blasonate, cede alla tentazione di realizzare segnatempo dall'estetica molto simile a quella dei Rolex Datejust, che entrano nella collezione Captain, nome già utilizzato negli anni sessanta.
A metà anni ottanta nasce anche la collezione Academy, che propone a catalogo anche il calibro El Primero con calendario completo. Più recentemente il nome Academy è stato utilizzato per contraddistinguere orologi dotati di importanti complicazioni, come l'Academy Georges Favre-Jacot con trasmissione fuso a catena. 

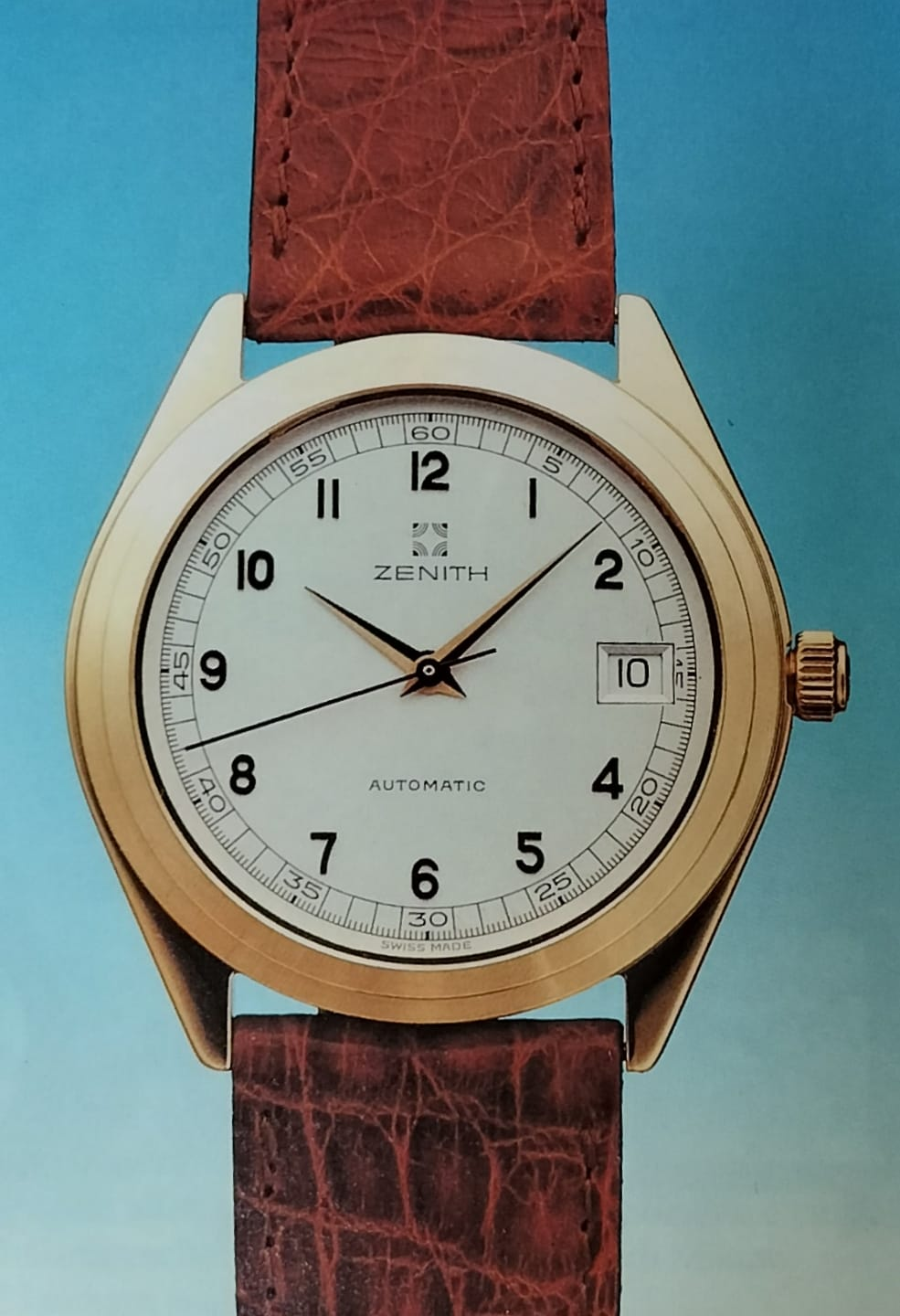
Zenith automatico in oro, inizi anni novanta

Tra la seconda metà degli anni ottanta e i novanta nascono nuove collezioni, come la Cosmopolitan, con spessori in plastica e casse sempre meno frequentemente in acciaio, e la linea Epervier, per lo più al quarzo. Un'altra linea al quarzo dalle rifiniture inferiori rispetto allo standard della maison è la Silhouette. Anche i modelli Defy cambiano radicalmente natura e diventano diver con ghiera acciaio e oro, secondo la moda del periodo. 
A fine anni ottanta Zenith ha presentato la collezione Acropolis, caratterizzata da segnatempo eleganti di forma rotonda automatici e al quarzo con bracciali integrati, e proposti in acciaio, acciaio e oro o solo in metallo pregiato.
Nel 1991, per festeggiare il settimo centenario dalla nascita della Confederazione Elvetica, Zenith propone al pubblico in edizione limitata due El Primero in oro: uno solo con funzioni cronografiche e il consueto datario tra le ore 4 e 5, l'altro dotato di crono e calendario completo.

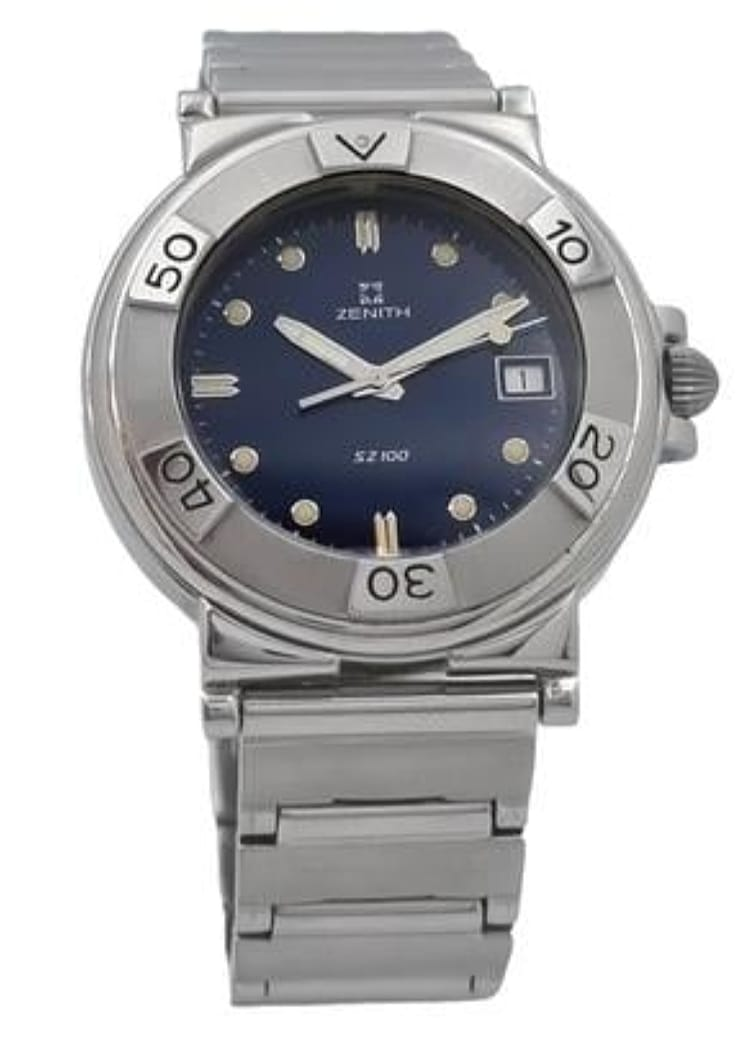
Zenith SZ100 al quarzo, anni Novanta

Sempre nella prima metà degli anni Novanta nasce la linea sportiva SZ100, che racchiude modelli diver con movimenti al quarzo, e cronografi con il noto calibro meccanico El Primero.

### L'ingresso in LVMH e il Nuovo Millennio: nuove innovazioni e il consolidamento come brand di lusso
La rinnovata passione per i movimenti automatici fanno nascere due segnatempo con movimento El Primero: il Rainbow (risalente al 1997) e il De Luca.

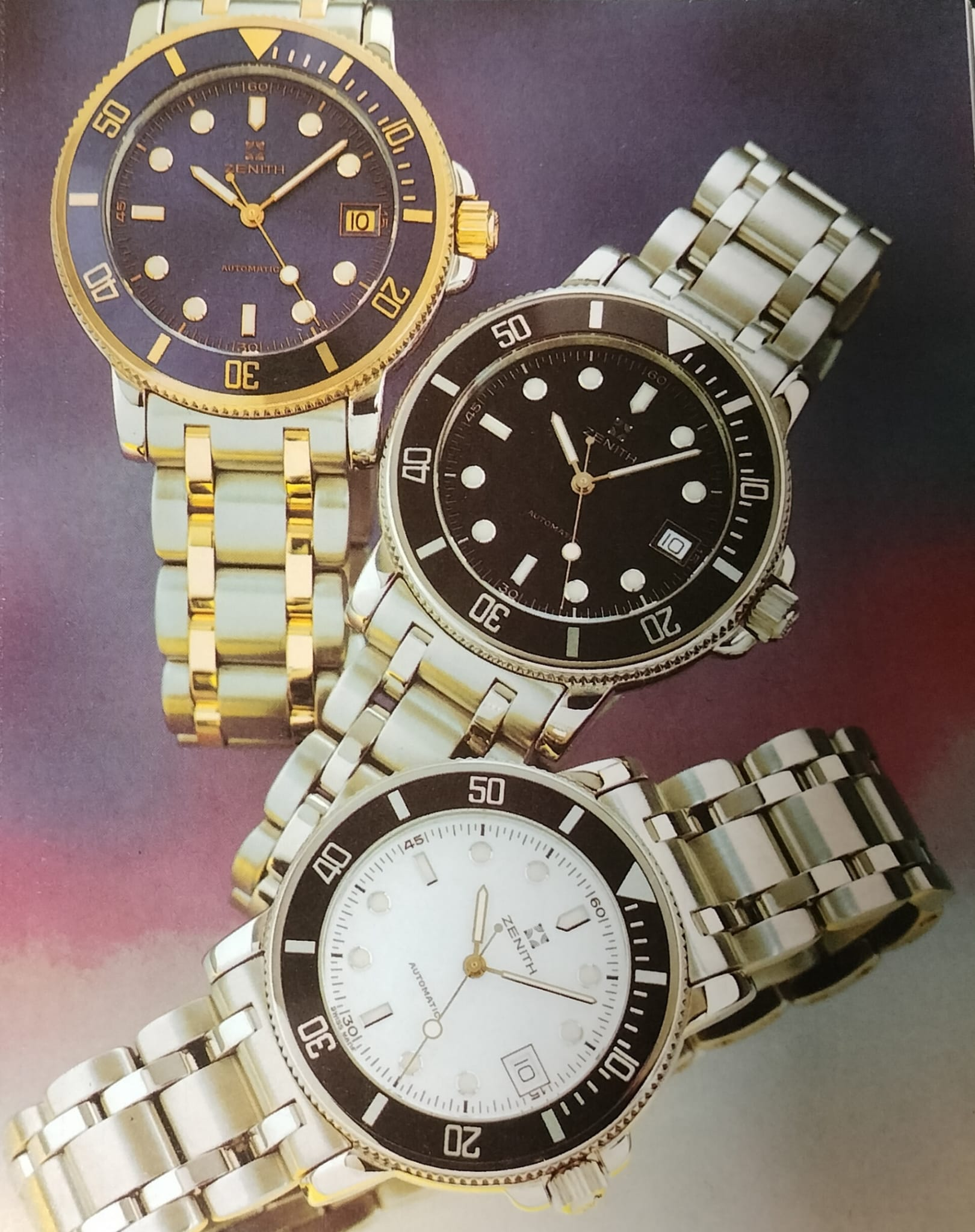
Zenith Rainbow solotempo, primi anni novanta

La collezione Rainbow era dedicata all'omonima barca a vela che nel 1934 vinse l'America's Cup contro ogni pronostico, tanto che il fondello di questa linea riporta una barca a vela stilizzata. La linea Rainbow prevedeva solotempo e cronografi (questi ultimi alimentati con il calibro El Primero) con scala tachimetrica riportata su ghiera fissa virgola ma l'offerta si è poi ampliata anche con un cronografo dotato di lunetta girevole. Fu infine sviluppata una variante di El Primero Rainbow con movimento flyback su richiesta dell'aviazione francese, che tuttavia non venne mai utilizzata in ambito militare e che venne invece presentata al salone di Basilea del 1997 per l'utilizzo civile.

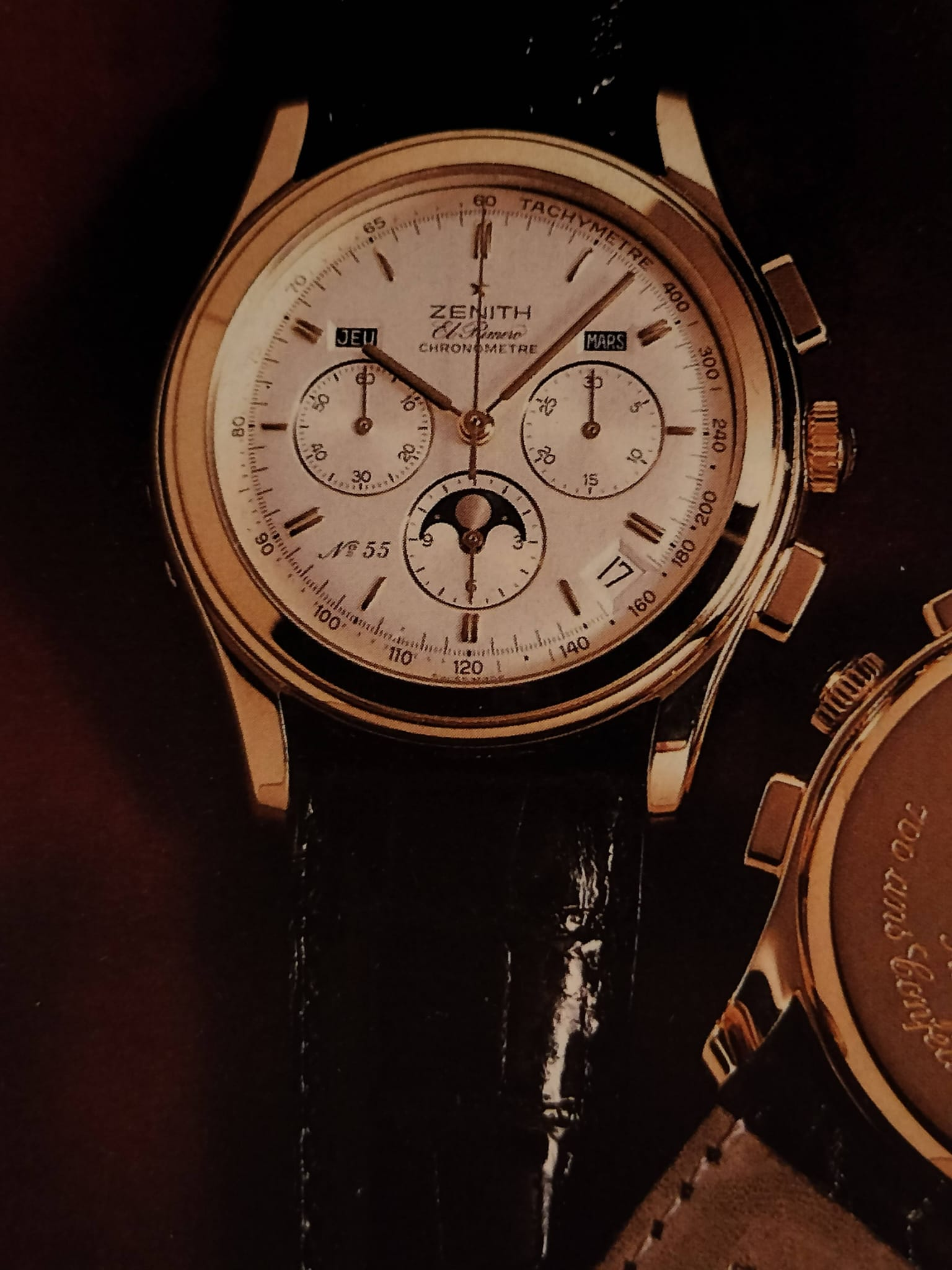
Zenith El Primero in oro realizzato per i 700 anni della Confederazione Elvetica

Un'altra versione di El Primero, con cassa in oro e calendario completo, viene realizzata per celebrare i 700 anni dalla nascita della Confederazione Elvetica.

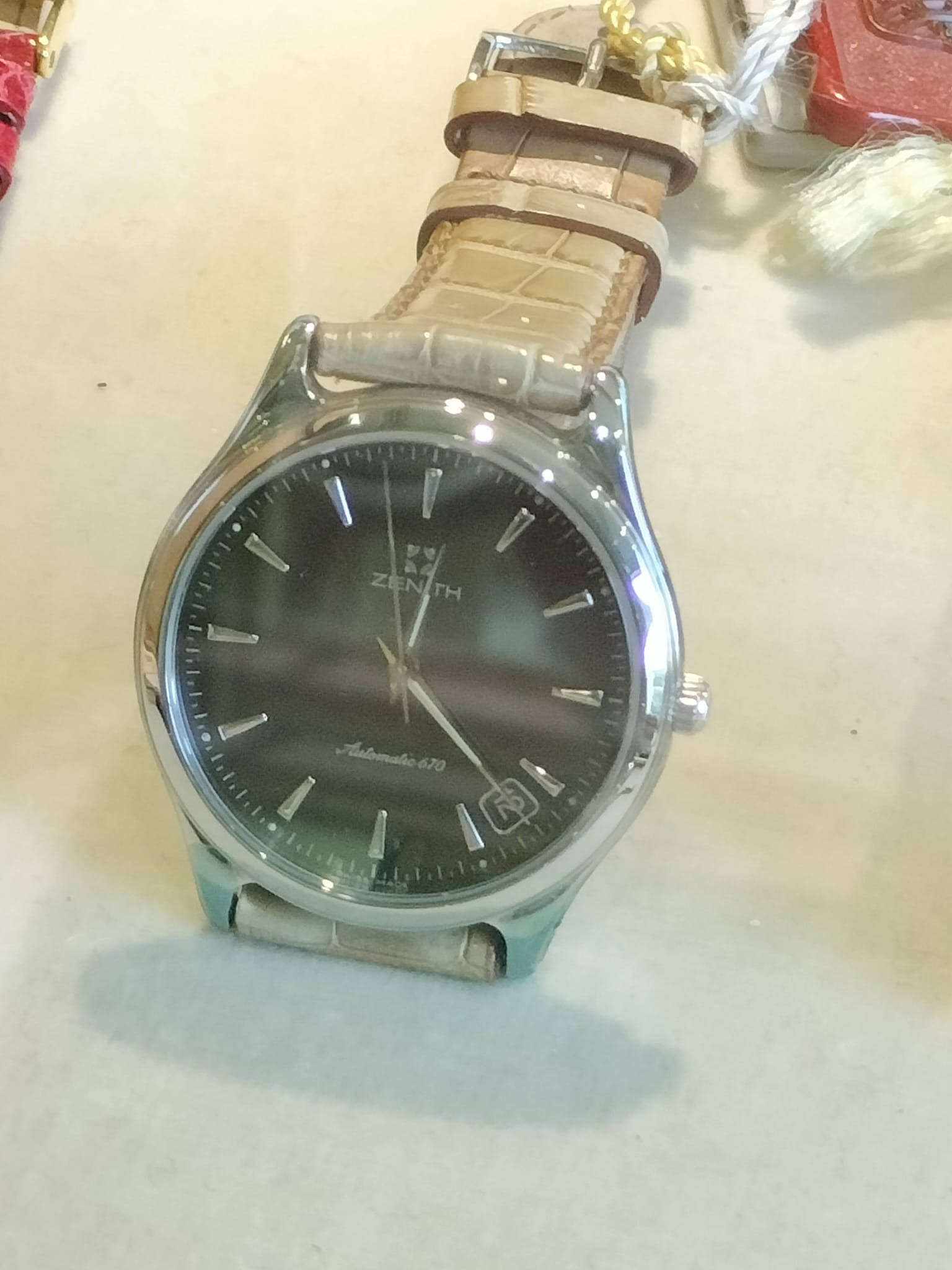
Zenith Elite con calibro automatico Zenith 670 risalente agli anni Novanta

Visto il successo ottenuto con il calibro El Primero, Zenith decide di investire sul rilancio della sua manifattura e nel 1994 viene introdotto un nuovo movimento realizzato in house e chiamato Elite, prodotto tutt'oggi. Due celebri movimenti di questa generazione furono lo Zenith 670 e il 680, entrambi automatici, e montati sia su modelli sportivi, sia eleganti. Allo stesso tempo si diffonde anche la collezione omonima, caratterizzata da linee classiche e dimensioni compatte. La nascita del movimento Elite, un tre lancette a carica automatica poi declinato anche con alcune complicazioni, ha consentito a Zenith di tornare a incassare movimenti solotempo di manifattura, dopo un periodo (quello degli anni '80) in cui i movimenti automatici erano perlopiù forniti da ETA, alla pari di quelli al quarzo.
Zenith è stata acquistata nel novembre 1999 dalla LVMH, un gruppo attivo nel settore dei prodotti di lusso, proprietario di molti altri marchi, tra cui Hublot, TAG Heuer e Bulgari. Mondia invece è stata acquisita dall'italiana Sordi SPA. Inizialmente, LVMH sembra voler porre Zenith al di sotto di TAG Heuer, ma in seguito si decide di privilegiare il lusso della Maison di Le Locle e di rendere TAG Heuer un marchio maggiormente legato al mondo dei motori e dunque più sportivo.

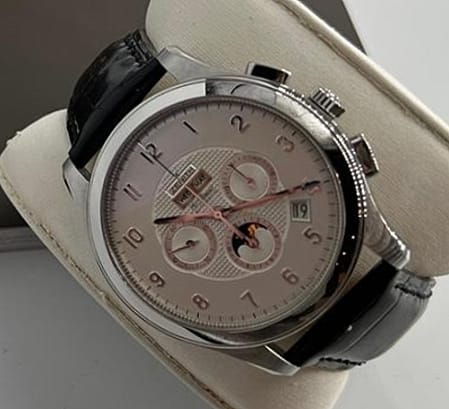
Zenith Grande Class XXT Moonphase ref. 03.0520.4100, primi anni 2000. E' possibile notare come le dimensioni dei calibri non crescessero di pari passo con i diametri delle casse.

Zenith Port Royal (collezione già sorta negli anni sessanta), torna in voga negli anni 90/2000, anche con cassa rettangolare (Port Royal V) e cronografo, sempre con cassa di forma (El Primero Port Royal). Dal 2001 e fino al 2005 vi è la commercializzazione del modello Class Sport El Primero con calibro 400Z.

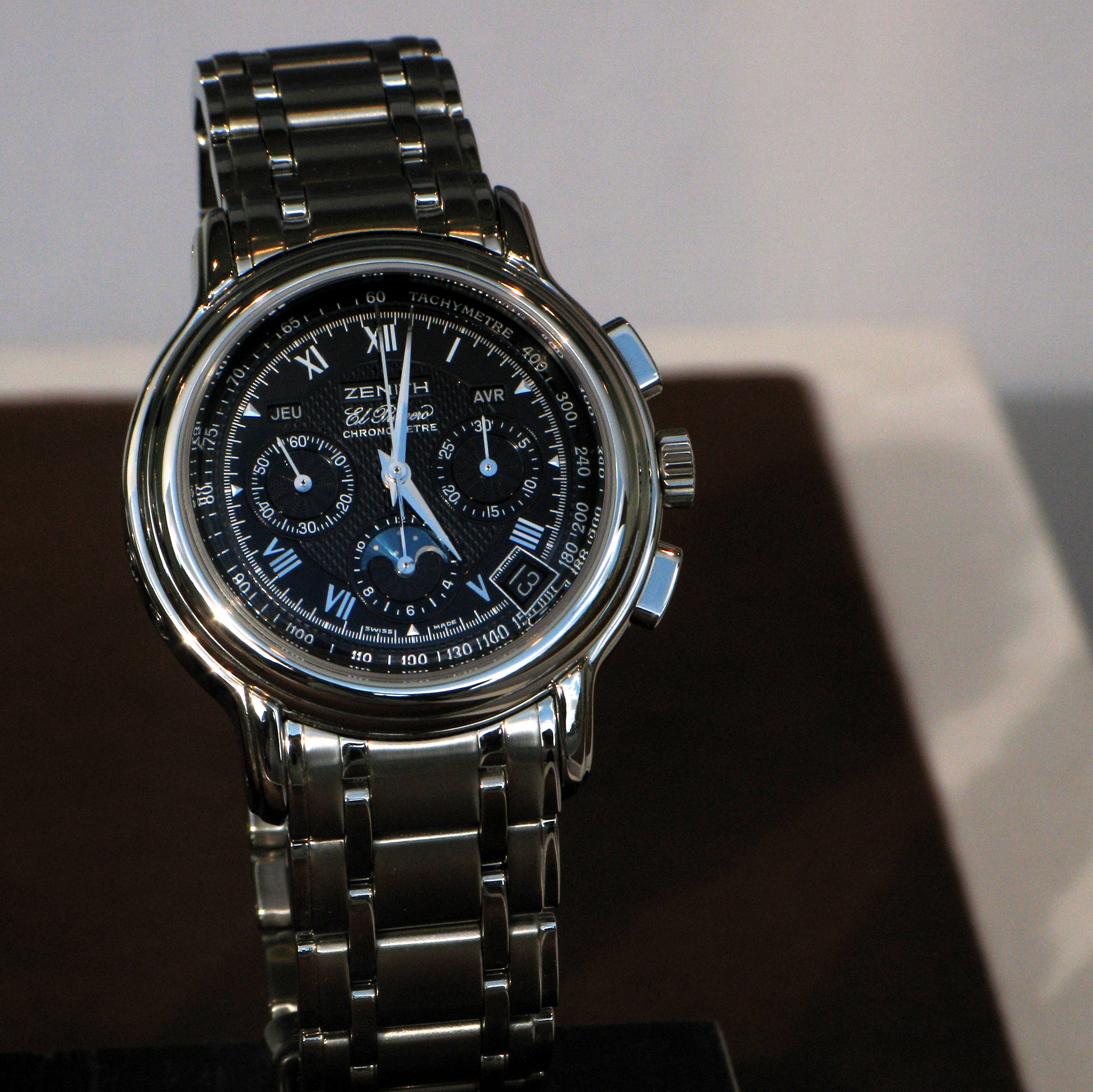
Zenith El Primero cronografo con calendario perpetuo certificato Cronometro

A inizio anni 2000 la collezione Defy stravolge i suoi canoni estetici, lanciando la linea Xtreme, caratterizzata da ingombri importanti (47/50 mm di diametro), casse brunite, stelle sulla ghiera, quadranti open heart e, in generale, un design che non appartiene alla tradizione di Zenith, tanto che verranno dismessi poco tempo dopo.
Tuttavia la moda dei segnatempo sovradimensionati continua e nasce Zenith Grande Classe, che però offre un "effetto ciambella" poco piacevole dato dalla grande dimensione della cassa, ma dal calibro che invece non aumenta di diametro.
Nel 2002 Zenith introduce quattro nuovi movimenti e quattordici nuovi orologi e, nel 2003, viene presentata la linea Open, che ha la caratteristica principale di avere il quadrante parzialmente aperto per permettere la visione del movimento. L'anno seguente è il turno dell'El Primero Tourbillon, il primo orologio al mondo dotato di tourbillon abbinato a un movimento ad alta frequenza. Per cavalcare l'onda del rinnovato successo dell'El Primero, è stata lanciata una versione del calibro El Primero e privata della componente cronografica. Il meccanismo è chiamato El Primero 4650b ed è stato montato sulla collezione Espada, il primo solo tempo della casa con 36.000 alternanze/ora e seguito, anni dopo, dal Defy Skyline (movimento El Primero 3620) e dallo Skyline Skeleton.

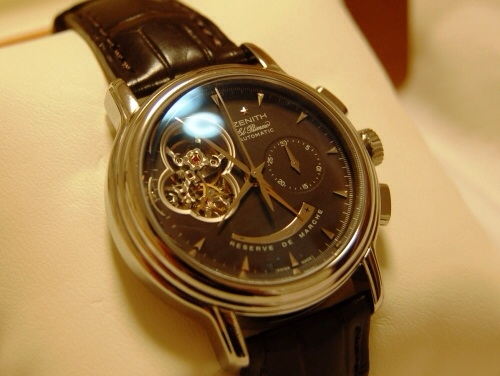
Zenith Chronomaster El Primero Open, metà anni Duemila

Nel 2009 Jean-Frédéric Dufour (ex Blancpain, Chopard, Ulysse Nardin) viene nominato nuovo CEO dell'azienda. Dufour ha optato per una riduzione del personale e una prima razionalizzazione dell'offerta a catalogo, sfoltendo notevolmente numerosi modelli ed estromettendo dalle collezioni quei Defy Xtreme di inizio millennio che avevano completamente capovolto i canoni estetici del marchio. Così facendo la proposta di Zenith si è ridotta a quattro collezioni: El Primero, Elite, Defy ed Academy (quest'ultima contenente alcune complicazioni di alto livello, come l'Academy Zero G, l'Academy Georges Favre-Jacot e l'Academy Christophe Colomb).
Nel 2012 un El Primero Stratos Flyback Striking 10th è finito nella stratosfera al polso di Felix Baumgartner, il quale si è lanciato da una capsula spaziale raggiungendo la velocità di 1342 km/h, superando la velocità del suono.
Nel 2016 Zenith è stato anche sponsor dell'El Primero World Stratos Meeting di Biella, che ha celebrato i quarant'anni dal primo successo della Lancia Stratos. Il risultato di questa sponsorship è stato un Chronomaster El Primero Open personalizzato e realizzato in edizione limitata a 40 esemplari. Non si tratta di un episodio isolato, dal momento che Zenith ha lungamente collaborato anche con Land Rover per la realizzazione di segnatempo dedicati alla casa inglese.
Sempre nel 2016, a seguito di un anno non favorevole per quanto riguarda le vendite (solo 20.000 orologi prodotti), il controllo dell'azienda passa momentaneamente sotto l'allora Head of Watchmaking di LVMH Jean-Claude Biver (all'epoca CEO anche di Hublot e TAG Heuer), il quale cerca di rilanciare la Maison razionalizzando le proposte a catalogo e di posizionare Zenith al di sopra di TAG Heuer (cosa che prima non era) all'interno dell'universo LVMH, e al di sotto di Hublot e Bulgari. Biver decide inoltre di puntare fortemente sulla misurazione cronografica e sull'eccellenza del calibro El Primero, tanto che nel 2017 a catalogo appare un segnatempo in grado di misurare il centesimo di secondo: il Defy El Primero 21 (il cui movimento incassato era precedentemente appannaggio di TAG Heuer, ma che viene destinato a Zenith in un'ottica di riposizionamento del brand). L'intervento diretto di Biver si risolve nella nomina di Julien Tornare come CEO di Zenith.
Attualmente la collezione Defy viene utilizzata anche per realizzare orologi con importanti complicazioni (come nel caso del Defy Zero G dotato di giroscopio, o il Double Tourbillon), o per sperimentare nuove soluzioni tecniche tramite l'impiego del silicio (come accade nel Defy Inventor, dotato del meccanismo Zenith 9100 che, con 129.600 alternante orarie promette di essere uno degli orologi da polso meccanici più precisi al mondo).
Nel 2019 è stato presentato un cofanetto appositamente per celebrare i 50 anni dalla nascita dell'El Primero, contenente tre orologi: un classico El Primero A386, un Chronomaster 2 El Primero (con indicatore del decimo di secondo cronografico) e un Defy El Primero 21, con quadrante scheletrato, che consente la misurazione del centesimo di secondo cronografico.
Nel 2020 l'azienda ha inaugurato la nuova collezione Icon, con cui va a riscoprire il proprio heritage: la casa, infatti, acquista e restaura diversi orologi vintage, restaurandoli con parti coeve ed originali al fine di farli rivivere e riscoprire al pubblico. Lo stesso anno Zenith ha intrapreso la collaborazione con l'artista Felipe Pantone, facendolo dapprima ammodernare la facciata della sede dell'azienda, e poi collaborando per la realizzazione di segnatempo in edizione limitata contraddistinti dalle cifre tipiche dello stile di Pantone, quali la Op art. Lo stesso anno il deejay Carl Cox diventa brand ambassador e viene realizzato un modello di Defy 21 a lui dedicato e personalizzato.
In virtù della nuova tendenza di proporre orologi dotati di bracciale integrato, la casa di Le Locle presenta il Defy Skyline, con lunetta dodecagonale e quadrante decorato con il vecchio logo Zenith: la stella a quattro punte. Il movimento che alimenta questo orologio è il calibro El Primero 3620 in versione solotempo e con secondina collocata a ore 9 (come sul cronografo) che compie un giro completo in dieci secondi. Sulla falsariga dell'estetica "neo-vintage" del nuovo Skyline (poi proposto anche in variante scheletrata), la collezione Defy viene estesa con il modello Extreme, un cronografo di dimensioni importanti e impermeabile a 200 metri mosso dal movimento El Primero con indicazione del decimo di secondo. Affiorando a piene mani nel patrimonio estetico della casa, invece, viene proposto il Defy Revival, con cassa ottagonale.

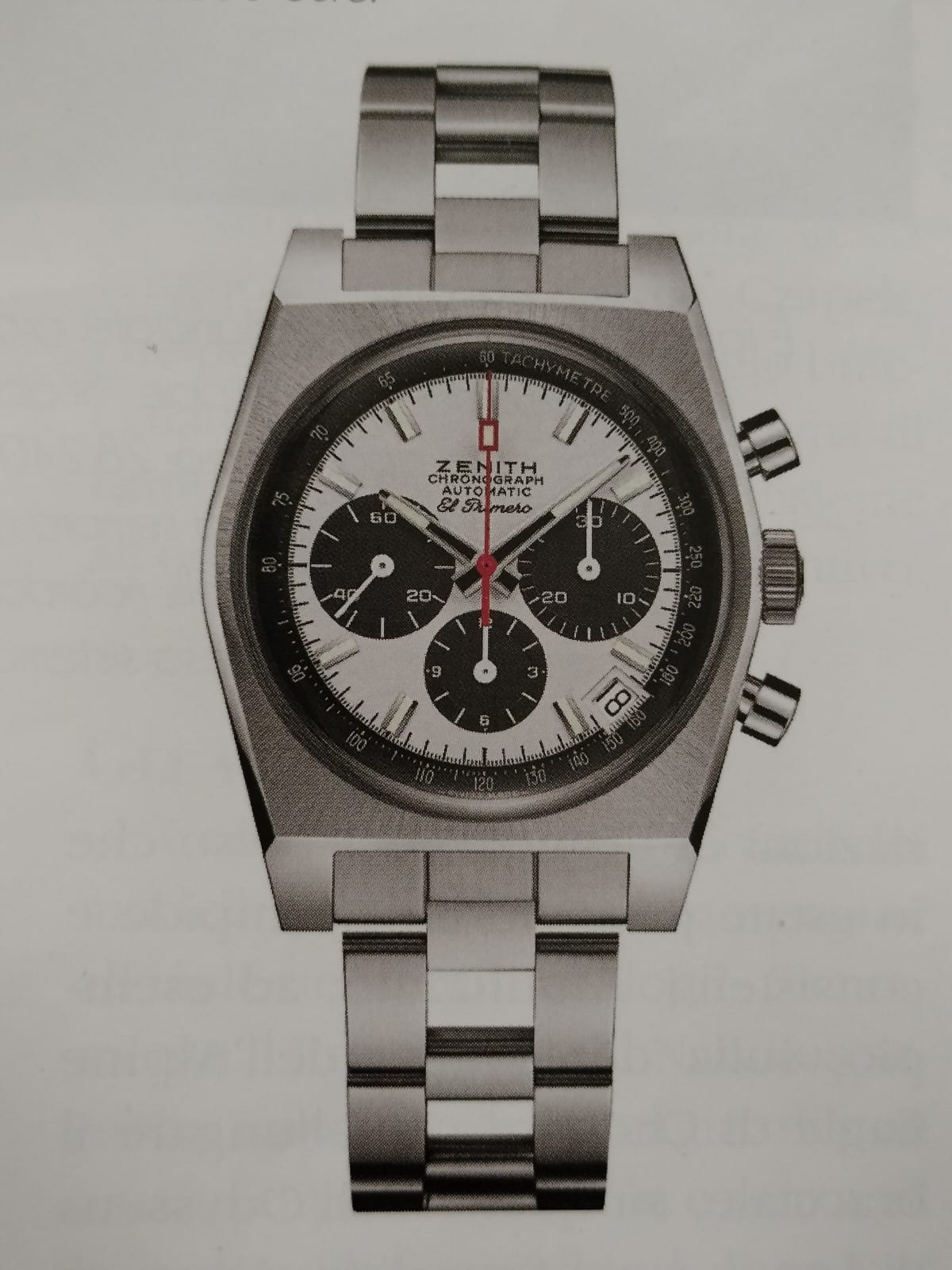
Zenith El Primero A384 Revival con il famoso bracciale "ladder" realizzato da Gay Frères

Una straordinaria operazione di restauro e di valorizzazione dell'eccellenza della Maison è stata compiuta nel 2022 quando l'orologiaio indipendente Kari Voutilainen ha revisionato alcuni celebri calibri Zenith 135, vincitori negli anni Cinquanta di premi di cronometria, incassandoli in orologi Zenith dall'estetica vintage. Questa operazione ha quindi dato alla luce dieci orologi che sono stati immediatamente venduti. Non è stata la prima volta che si è voluto celebrare il successo di questo movimento: già nel 2009 era stato onorato l'orologiaio Ephrem Jobin con la realizzazione di due modelli tributo alla sua abiltà, anch'essi in edizione limitata.
Nel 2023 viene stravolta e attualizzata la collezione Pilot (presentata al grande pubblico al Watches & Wonders di quell'anno), che abbandona le linee storiche e legate al mondo dell'aviazione per poter essere più versatile e adatta alla vita quotidiana. I modelli presentati sono una versione solotempo e un cronografo flyback con gran data.

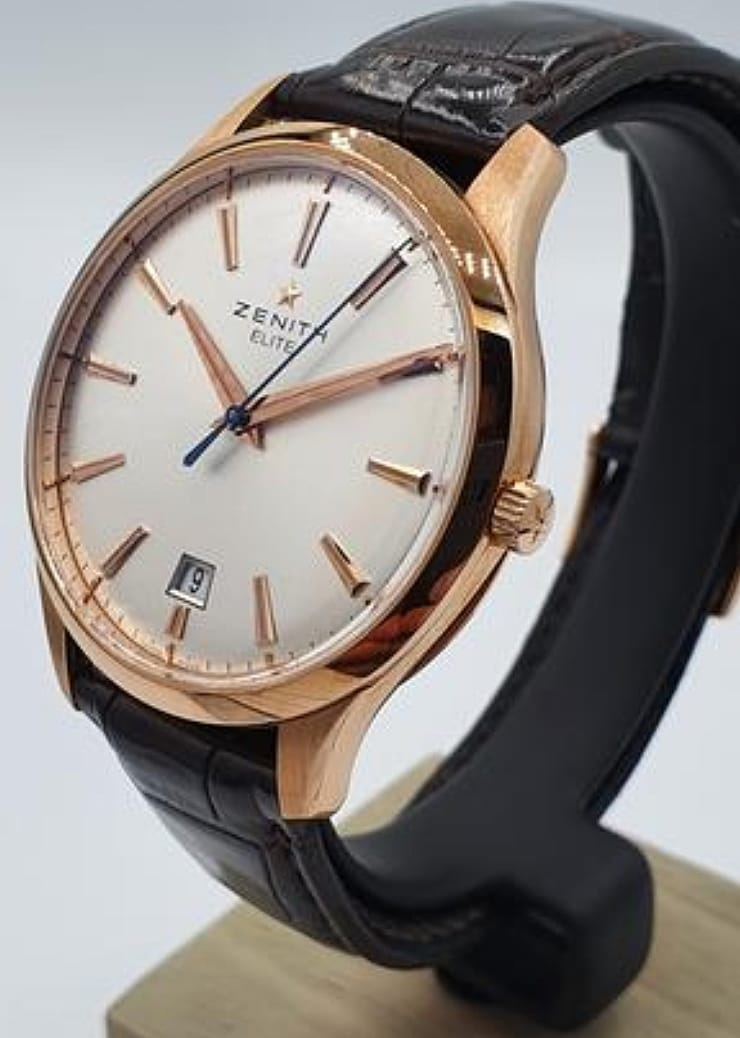
La tradizione dei dress watch Zenith viene perpetuata ancora oggi con la linea Elite.

Zenith produce quattro linee di orologeria, comprese la linea Chronomaster, Elite, Defy, Pilot.

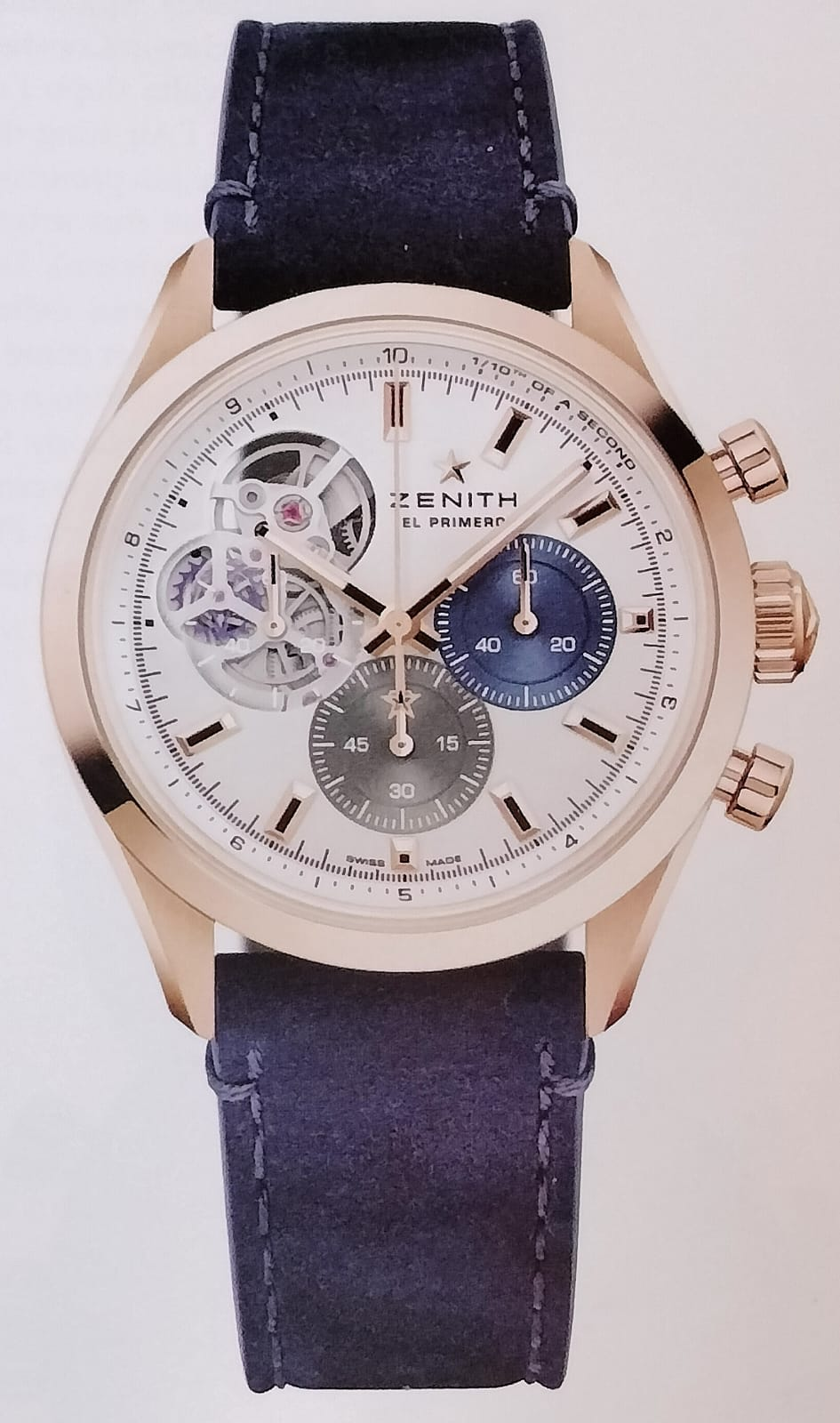
Zenith El Primero Chronomaster Open

Zenith ha una reputazione di antica data per la qualità e la precisione dei propri orologi, dato che si è classificata al primo posto per la precisione con oltre 1565 premi. Zenith è uno dei pochi marchi di orologi svizzeri che realizza autonomamente i propri movimenti meccanici, tra cui l'Elite (movimento standard) ed El Primero (cronografo).

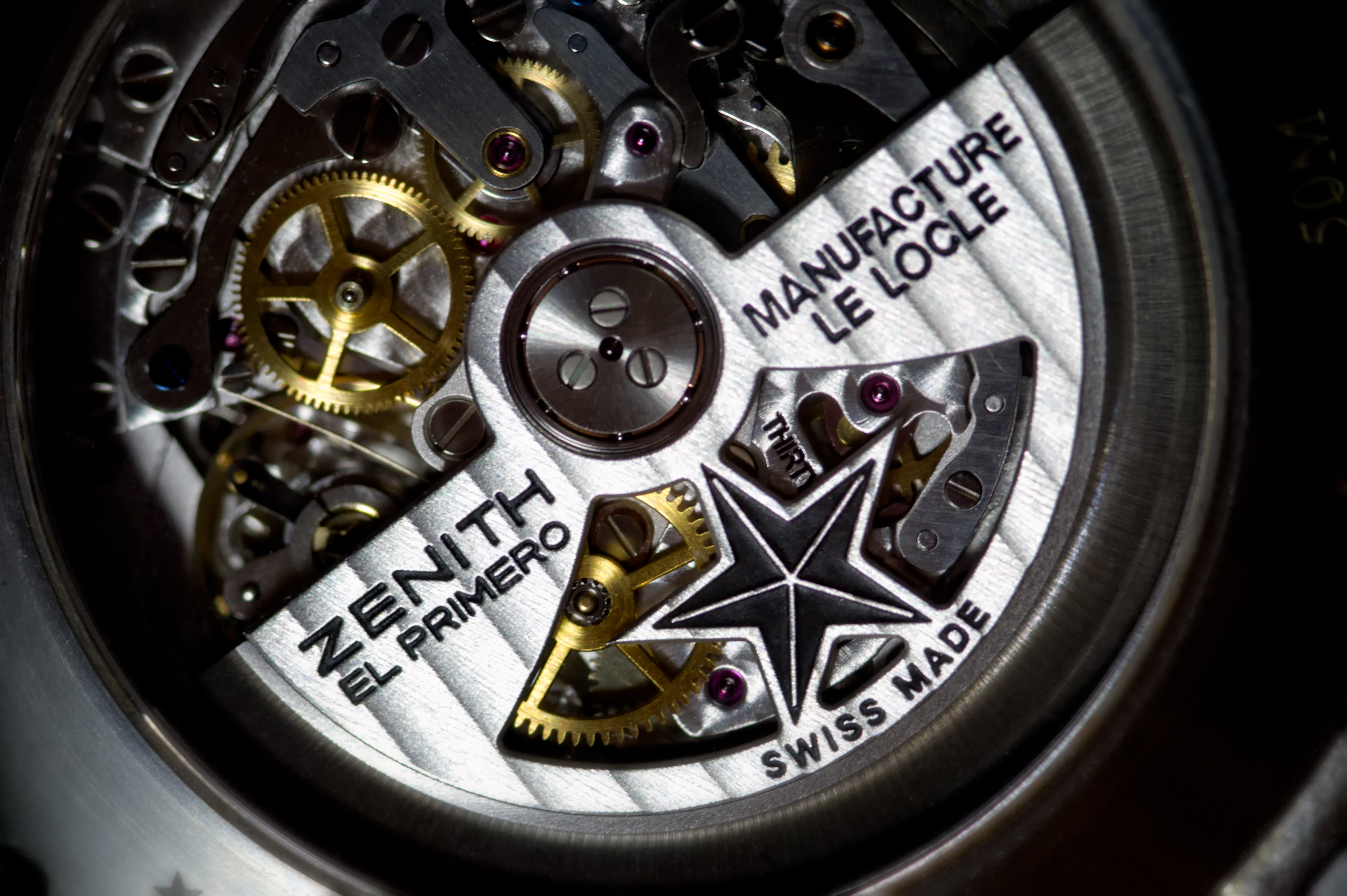
Particolare del movimento Zenith El Primero

Nel 2023 Julien Tornare ha sostituito come CEO Jean-Frédéric Dufour che è approdato in Rolex.
Nel 2024 è stato nominato il nuovo CEO del brand: si tratta di Benoît De Clerck, che ha sostituito Julien Tornare, divenuto CEO di prima di TAG Heuer (per un anno), poi di Hublot. Lo stesso anno la linea Chronomaster El Primero si è ampliata con il modello dotato anche di calendario completo, la cui estetica del quadrante ricalca l'Espada A 7817 dei primi anni Settanta.

## MovimentoEl Primero
Il movimento El Primero ha una frequenza di 36.000 alternanze all'ora (5 Hz). Questa elevata frequenza assicura che il cronografo abbia un'incertezza di 0.1s. Da notare che i primi modelli di Rolex Daytona, fino al 2000, montavano a loro volta i movimenti Zenith El Primero, opportunamente modificato eliminando il datario e riducendo il numero di alternanze ora da 36.000 a 28.800 (4 Hz) per aumentarne l'affidabilità nel tempo. Dal movimento El Primero deriva il più moderno Elite, movimento introdotto nel 1994 con frequenza di 28.800 alternanze all'ora e dotato di ulteriori complicazioni rispetto l'originale, come l'indicazione di un secondo fuso orario e la riserva di carica.